# Bucătăria românească
Bucătăria românească este formată din toate felurile de mâncare gătite, în mod tradițional, în spațiul geografic locuit de români. Este alcătuită din mai multe categorii de feluri de mâncare, precum gustări calde și reci, supe și ciorbe, preparate din pește, un număr mare de feluri principale bazate pe carne (porc, vită, pui, vânat), preparate din legume (garnituri) și deserturi, multe având la bază un aluat din făină de grâu.
Bucătăria românească a fost influențată, în mod istoric, de bucătăriile vecine, mai ales de cea maghiară în Transilvania, de cea turcească, bulgară și greacă în Țara Românească și Dobrogea și de bucătăria rusă și ucraineană în Moldova. După jumătatea secolului XIX, bucătarii români au împrumutat elemente și din bucătăriile din Europa de Vest, cu precădere din cea franceză.

## Istoric

### Antichitate
Sursele antice arată că bucătăria triburilor care ocupat spațiul actualei românii era una puțin rafinată și care se baza pe un număr limitat de tehnici și ingrediente. Ambasadorul roman Tiberius Flavius, care l-a vizitat pe regele dac Decebal în anul 106 și căruia i s-au servit cărnuri fripte de vițel, vânat și calcan sălbatic, miere, vinuri tari, pere, struguri și mere, i-a considerat pe daci barbari și pe baza acestor mâncăruri simple. Ei foloseau varză, spanac și semințe de muștar, dar numai majoritatea mâncării gătite consta în terciuri din mei, hrișcă și grâu. Acestea din urmă erau consumate la ospețele fastuoase care însoțeau înmormântările. Terciul de grâu, coliva, s-a păstrat în bucătăria locală până în prezent într-o formă rafinată și îmbogățită.
Laptele ocupa un loc important în alimentația dacilor, după cum a remarcat Herodot, deși aceștia nu făceau smântână sau unt, iar la producția de brânză nu excelau. Triburile antice erau, de asemenea, mari consumatoare de vin și conservau alimentele prin afumare și sărare. Bucătăria dacilor e posibil să mai fi conținut legume precum lintea, mazărea, și usturoiul, fructe dulci precum strugurii, merele și zmeura, cât și carne de la oi, capre, vaci, porci, iepuri sau păsări sălbatice și de curte.
Cucerirea romană a Daciei și colonizarea spațiului carpatic a diversificat alimentația dacilor. Plăcinta (din latină placenta) este probabil cel mai semnificativ împrumut de la coloniști, în acea perioadă ea fiind umplută cu diferite tipuri de cărnuri și legume tocate. Săpăturile arheologice au mai scos la iveală vase de lut, numite țesturi (din latină testum), aduse de romani, sub care se coceau pâine sau plăcinte direct pe cărbunii de pe vatră, cât și amfore în care se aducea ulei de măsline de pe coasta Mării Mediterane. Deși rar, în regiunea Olteniei țesturile se folosesc și în prezent.

### Epoca migrațiilor și epoca medievală timpurie (sec. III–XIII)

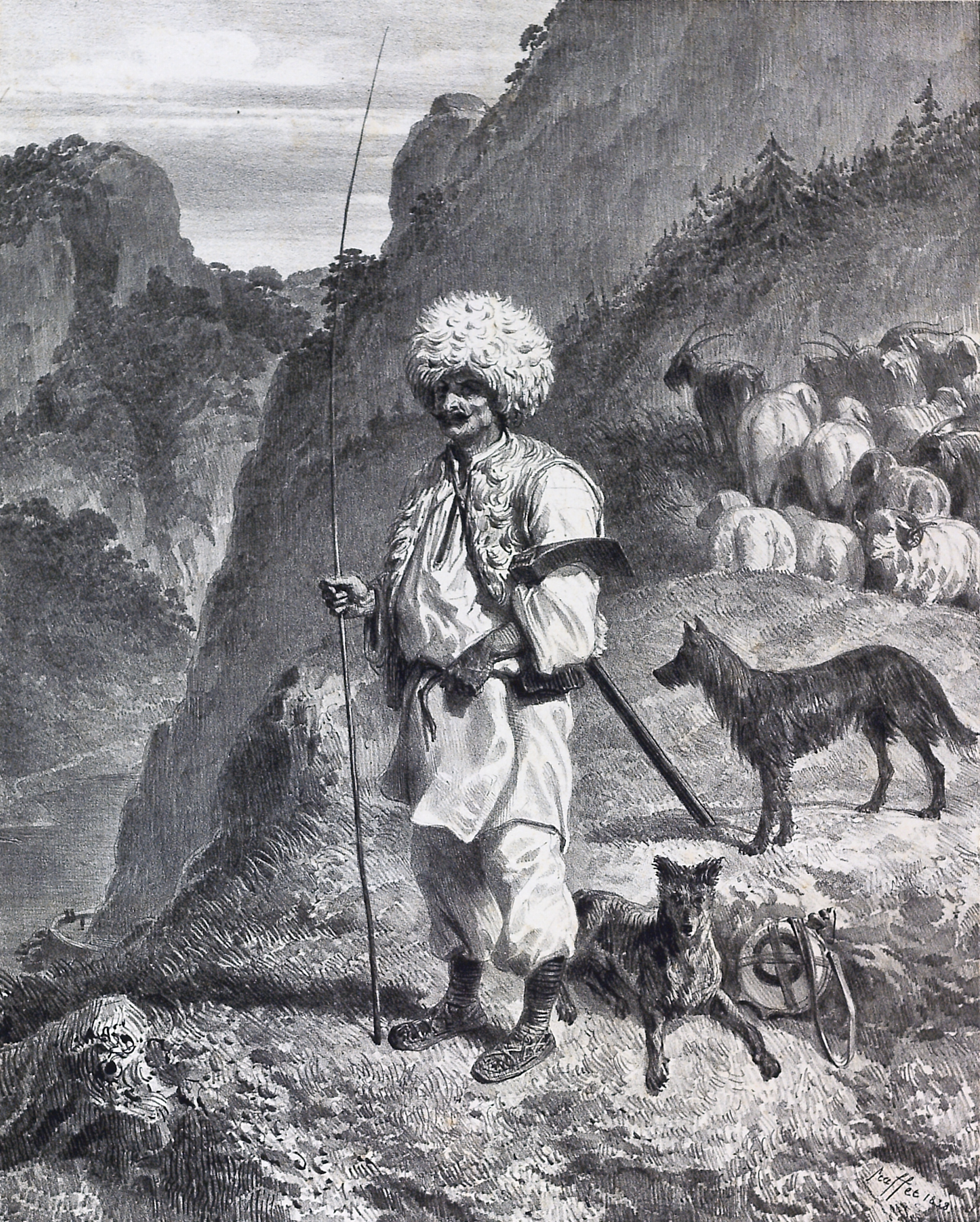
Păstor vlah din Banat

Informațiile despre obiceiurile culinare regionale din timpul migrației popoarelor și a evului mediu timpuriu sunt extrem de limitate din cauza lipsei izvoarelor istorice scrise. Este probabil ca din această perioadă să provină obiceiul fezandării cărnurilor sub șa, adus de armatele de călăreți din stepa euroasiatică. Totodată, este posibil ca originea ciorbei să se afle tot în această perioadă, aceasta provenind de la populațiile slave stabilite la sud de Dunăre. Spre finalul acestei perioade se consolidează procesul de transhumanță, migrația sezonieră a populațiilor alături de animale, cu precădere vite și oi, în zona Munților Carpați și Balcani.

### Evul mediu (sec. XIII–XVI)
Obiceiurile alimentare din această perioadă depindeau în mare măsură de statutul economic și social al oamenilor. Țăranii cei mai săraci consumau în cea mai mare parte a anului mămăligă din mei, iar din secolul al XVII-lea, după introducerea porumbului în Europa, mămăligă din mălai, eventual cu ceapă sau brânză. Păsările de curte erau sacrificate doar în zilele de sărbătoare sau la ocazii speciale în familie și doar țăranii mai bogați își puteau permite să producă și să țină carne afumată. În același timp, alimentația claselor sociale mai bogate a început să fie afectată de influențe externe. Ciorba din legume și carne, împrumutată de la bulgari și sârbi s-a consolidat ca o mâncare preferată la curțile boierești la începutul acestei perioade.

### Începutul epocii moderne (sec. XVII–XVIII)
Alimentația din Țara Românească și Moldova, state vasale ale Imperiului Otoman în secolul al XVII-lea, obligate la plata tributului în grâne și alte alimente, a fost puternic afectată de contextul politic. S-a răspândit cultivarea porumbului, nedorit de Sublima Poartă, pentru consum intern, în timp ce alte grâne erau trimise spre export. În același spirit, în urma solicitărilor Istanbulului către Țărilor Române de a li se trimite ovine, creșterea porcilor a crescut în popularitate, turcilor musulmani nefiindu-le permis să consume carne de porc. În secolul al XVII-lea se conturează calendarul zilelor de post și apar feluri de mâncare precum sarmalele umplute cu nuci sau păsat, saramurile din plante rădăcinoase, chiftelele de legume sau icrele de legume.

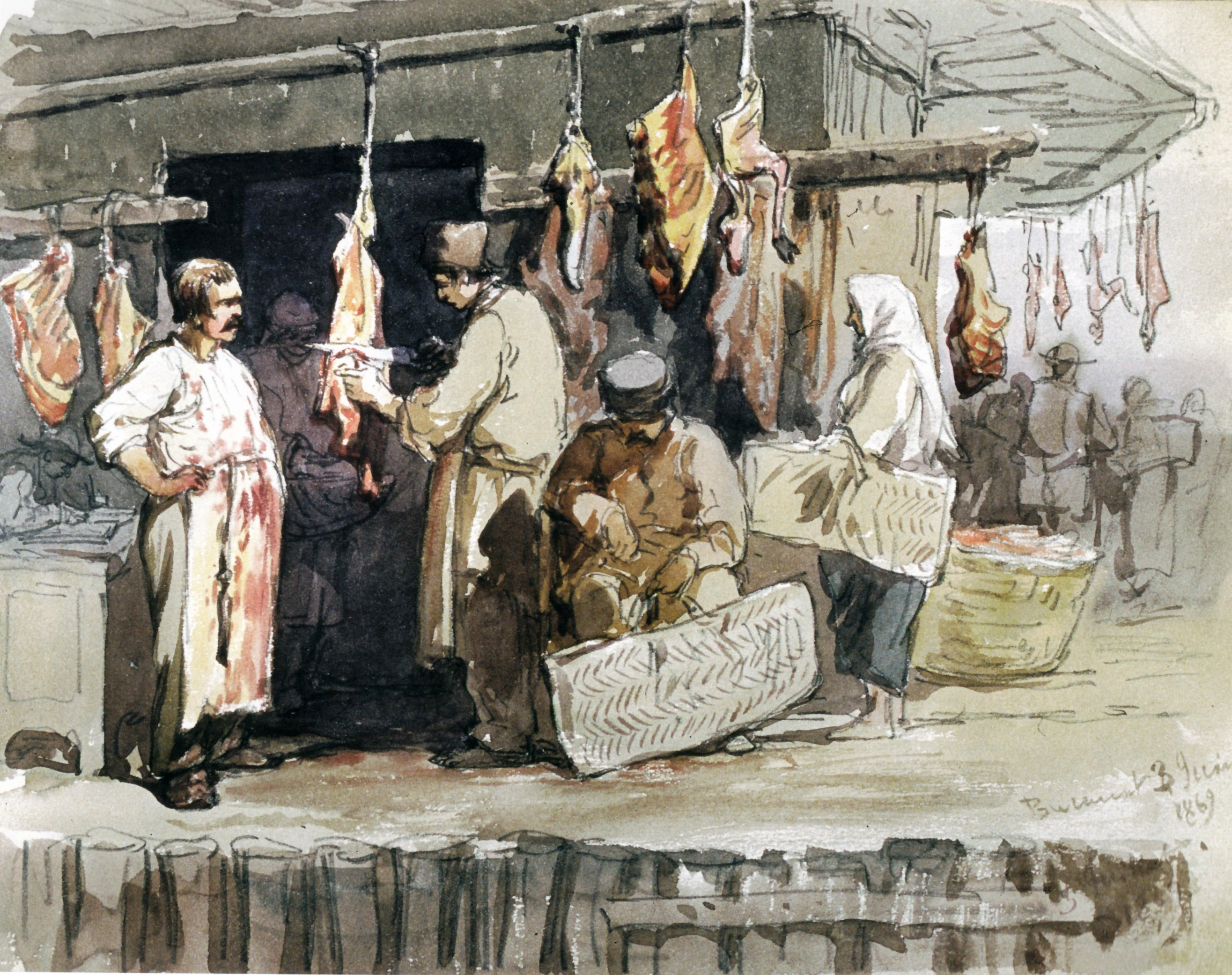
Măcelărie bucureșteană

Sub suzeranitate otomană, gastronomia românească a fost puternic influențată de bucătăriile din Orient, care au pătruns mai întâi în orașele și satele din câmpia Munteniei și în Moldova. Au existat influențe bizantine, arabe, turcești, grecești și armenești, care au venit în valuri, împreună cu reprezentanții popoarelor respective în Țările Române și au creat noi obiceiuri alimentare, diferite de cele ale populației autohtone. Au fost introduse mâncăruri din carne precum pilaful, ciulamaua, tuslamaua, tocana, musaca și dulciuri precum baclavaua, halvaua sau muhalebiul. S-a adoptat creșterea unor legume și fructe absente din spațiul românesc până în acel moment, vinete, roșii, ardei, pepeni verzi, pepeni galbeni și gutui, unele din acestea fiind folosite de țăranii mai înstăriți pentru pentru a produce zacuscă. Bucătăria româneasca a evoluat suficient încât în secolul al XVIII-lea boierii organizau ospețe până la 60 de feluri diferite de mâncare, cu băuturi alcoolice aromate, cafea și narghilea turcească. În epoca fanariotă, bucătăria tradițională mânăstirească se dezvoltă alături de bucătăria rurală, în opoziție cu bucătăria urbană a boierilor străini.
Primele cărți de bucate din spațiul românesc apar la finalul secolului XVII în Transilvania, respectiv prima jumătate a secolului XVIII în Țara Românească. În anul 1695 este tipărită, la Cluj, prima carte de bucate publicată pe teritoriul actual al României, scrisă de Sofia Tofeus, publicată în limba maghiară și tradusă în limba română sub numele de Cărticica meseriei de bucătar. Cartea conținea 334 de rețete, scrise pentru pătura mijlocie a Transilvaniei, printre care se numără cele mai vechi rețete de sarmale și de varză à la Cluj. Deși nu a fost tipărit la perioada respectivă, ci doar scris de mână, între familiile boierești Cantacuzino și Brâncoveanu din Țara Românească a circulat un manuscris nedatat intitulat Carte întru care se scriu mâncările de pește și raci, stridii, melci, legumi, erburi și alte mâncări de sec și de dulce, dupre orânduiala lor, terminat cândva în jurul anului 1716. Manuscrisul respectiv a fost publicat pentru prima oară de abia în anul 1997.

### De la epoca fanariotă la România Mare (sec. XIX)

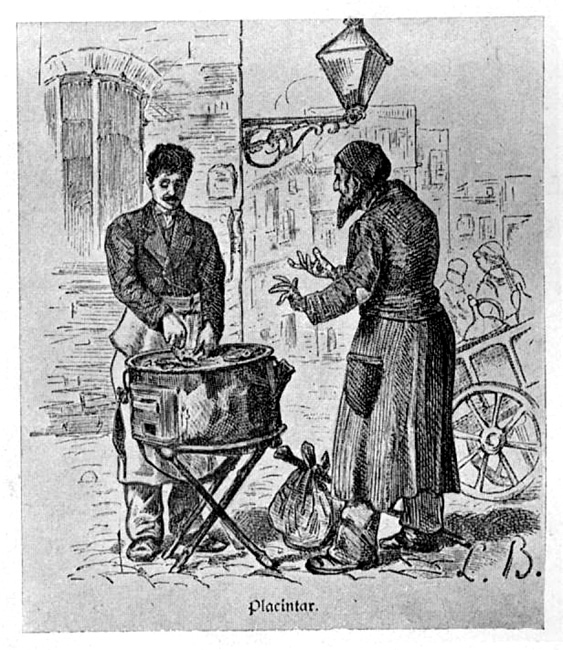
Plăcintar în Bucureștiul secolului XIX

O bună imagine despre bucătăria secolului al XIX-lea reiese din meniurile de la Hanul lui Manuc din București, fondat în anul 1808. Acestea ilustrează modul în care erau combinate influențele orientale și cele occidentale cu ingredientele și tradiția autohtonă. Felurile de mâncare oferite erau gândite pentru a fi accesibile tuturor claselor sociale și erau adesea denumite după meseriile clienților: Salata arnăuților, Salata băcanilor, Salata sacagiilor, Omleta covacilor (din maghiară kovács, însemnând fierar) etc. Printre felurile de mâncare de inspirație orientală se numărau Vinetele orientale, Vinetele Imam Baialdîn, Zacusca à la Manuc, Salata bizantină de limbă, Ciorba domnească de burtă (denumită și schembea) etc. Orientul și Occidentul se întâlneau în mâncăruri precum supele, care combinau ingredientele autohtone sau de origine orientală cu metoda fină de preparare a supelor vestice, fără acreală, la han servindu-se Supă turcească de miel sau Supă măcelărească. Cel puțin din această perioadă sunt prezente în bucătăria românească denumirile cu inspirație franceză, în meniu apărând feluri precum Crapul copt à la Snagov și Rața à la Valahia.
Despre bucătăria de la Hanul Ancuței, aflat în Moldova, în județul Neamț, știm din povestirile scriitorului Mihail Sadoveanu că servea cărnuri diverse, fără să fie specificate multe detalii despre originea sau prepararea acestora. Printre ele se numărau frigăruile de pui („s-a ridicat și Ancuța de la foc cu pui fripți în țiglă”) și alte cărnuri de animale domestice și de pești de apă dulce fripte la foc deschis („meșteri frigeau hartane de berbeci și de vițel, ori pârpăleau clean și mreana din Moldova”).
Generația de intelectuali din prima jumătate a secolului al XIX-lea, mulți educați în Europa de Vest și reveniți în țară, definește o nouă direcție pentru dezvoltarea bucătăriei din Țara Românească și Moldova. Anul 1841 este probabil cel mai semnificativ pentru acest curent, fiind momentul în care Costache Negruzzi și Mihail Kogălniceanu, publică lucrarea 200 rețete cercate de bucate, prăjituri și alte trebi gospodărești, o culegere de rețete din bucătăria locală rafinată. Cei doi autori au exclus din culegerea lor multe din felurile de mâncare tradiționale din bucătăria rurală, pe care Negruzzi le considera „rudimentare”.

### Comunismul (1947–1989)

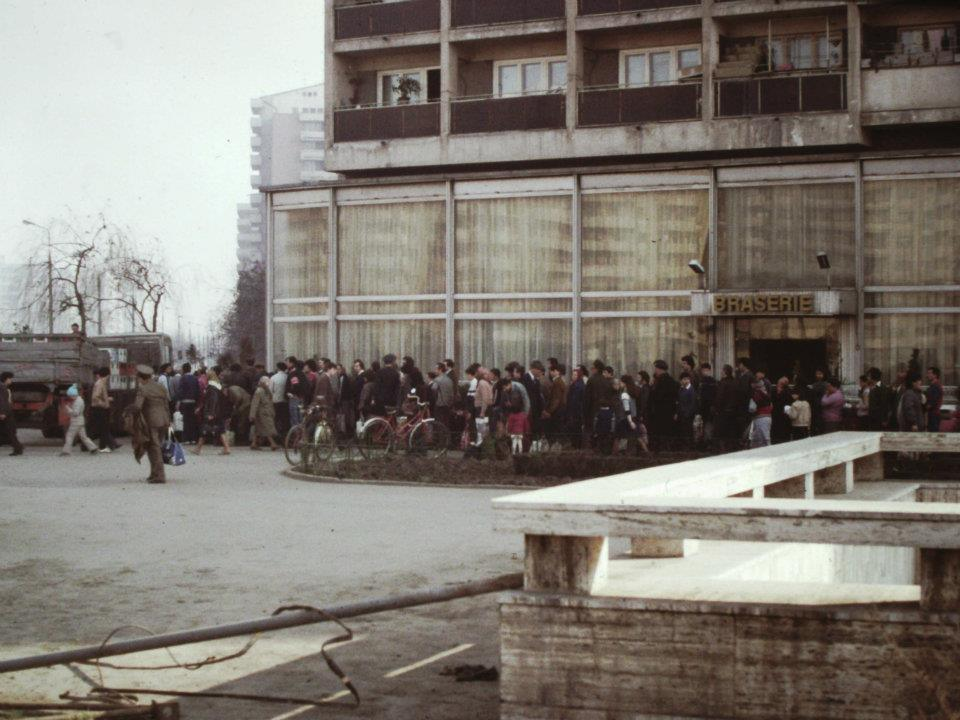
Coadă pentru produse alimentare (București, 1986)

Perioada dictaturii proletariatului a marcat un declin abrupt în calitatea și varietatea bucătăriei românești urbane. Vasta majoritate a restaurantelor au fost obligate să servească meniuri din rețetarele oficiale ale Ministerului Comerțului Intern, elaborate sub deviza „o singură națiune, un singur meniu”. În perioada de relativă prosperitate a anilor 1960 și a începutului anilor 1970, locuitorii Republicii Socialiste România s-au putut încă bucura de majoritatea mâncărurilor tradiționale și de unele produse de import, cele dintâi fiind ulterior alterate, precum celebrul salam cu soia, iar cele din urmă nemaifiind disponibile populației generale în penuria anilor 1980. Această perioadă de sărăcie generalizată corespunde cu o intensificare a degradării bucătăriei locale pe fondul raționalizării alimentelor de bază și a lipsei totale a multor ingrediente necesare mâncărurilor gătite. Sloganul „Nicio masă fără pește!” era omniprezent în această perioadă, peștele oceanic, furnizat de flota de pescadoare a României, rămânând singura carne întâlnită în mod obișnuit în magazine.

### Prezent
Deschiderea și liberalizarea României după Revoluția din 1989 a făcut ca bucătăria locală să-și recapete o parte din vigoarea și diversitatea de dinaintea dictaturii comuniste. Bucătăriile regionale și-au recăpătat din apreciere, mai ales în rândul populației urbane, în rândul căreia standardizarea meselor a fost cea mai prevalentă în timpul fostului regim. Concomitent cu redescoperirea sau repopularizarea preparatelor, noi tradiții au fost inventate, precum consumul iahniei de fasole cu ciolan de porc de ziua națională a României, obicei neobișnuit înaintea secolului al XXI-lea.
Începând cu anii 2010, a apărut fenomenul cel mai adesea denumit „Noua bucătărie românească”, alcătuit în jurul unui număr mic chefi și restaurante, mai ales din București și zona Transilvaniei, inspirat din mișcărilor Nouvelle cuisine din Franța și New Nordic din Scandinavia. Curentul propune o rupere de standardizarea din perioada comunistă, reintroducerea unor preparate pe bază de ingrediente autohtone (precum urzica, leurda, florile de salcâm sau castanele), promovarea preparatelor mai puțin cunoscute din bucătăriile regionale sau minoritare, cât și reinterpretarea unor feluri de mâncare vechi folosind tehnici moderne sau ingrediente noi.

## Mâncăruri

### Lactate

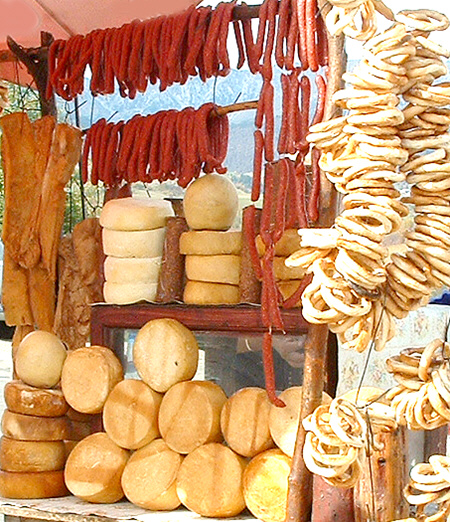
Cașcaval afumat și mezeluri la un târg tradițional.

Lactatele sunt un aliment comun în România, pe al cărei teritoriu creșterea animalelor și păstoritul au o lungă tradiție. În ciuda acestui fapt, bucătăria românească posedă doar câteva categorii mari de produse lactate, majoritatea asemănătoare cu lactatele din țările vecine.
Probabil cea mai simplă brânză produsă în România este cașul, o brânză moale cu un gust ușor acid și sărată foarte slab sau deloc, care stă la baza producerii altor brânzeturi din bucătăria românească. Cașul se obține din lapte nepasteurizat (de oaie sau vacă) și cheag (lactoferment). Cașul lăsat în saramură timp de 2–3 săptămâni devine telemea, varianta locală a brânzei feta din Grecia. Zerul rămas din producția cașului se poate folosi în diverse feluri. Tradițional, ciobanii foloseau zerul pentru a găti balmoș, fierbând mălai în acesta și adăugând caș, urdă și jumări. Zerul de la fabricarea cașului se folosește pentru a prepara jintiță, un produs lactat asemănător cu brânza ricotta. Prin strecurarea jintiței și eliminarea zerului rămas, se obține urda, o brânză cu o textură fină, bogată în proteine.

Pentru a produce brânza de burduf, cașul este frământat și lăsat la maturat într-un stomac de oaie sau într-o scoarță de copac timp de 3–12 săptămâni. Brânza de burduf are o aromă specifică datorită procesului de maturare, un miros puternic și un gust înțepător. Cașul maturat în peștera de la Țaga, Cluj este îmbogățit cu bacteria prezentă în aerul din cavernă, rezultatul fiind Năsalul, cea mai veche brânză cu mucegai nobil de pe teritoriul României. Prin opărirea cașului la temperaturi de peste 90° se obține cașcavalul, un tip de brânză semidură, sărată și opțional afumată sau maturată.

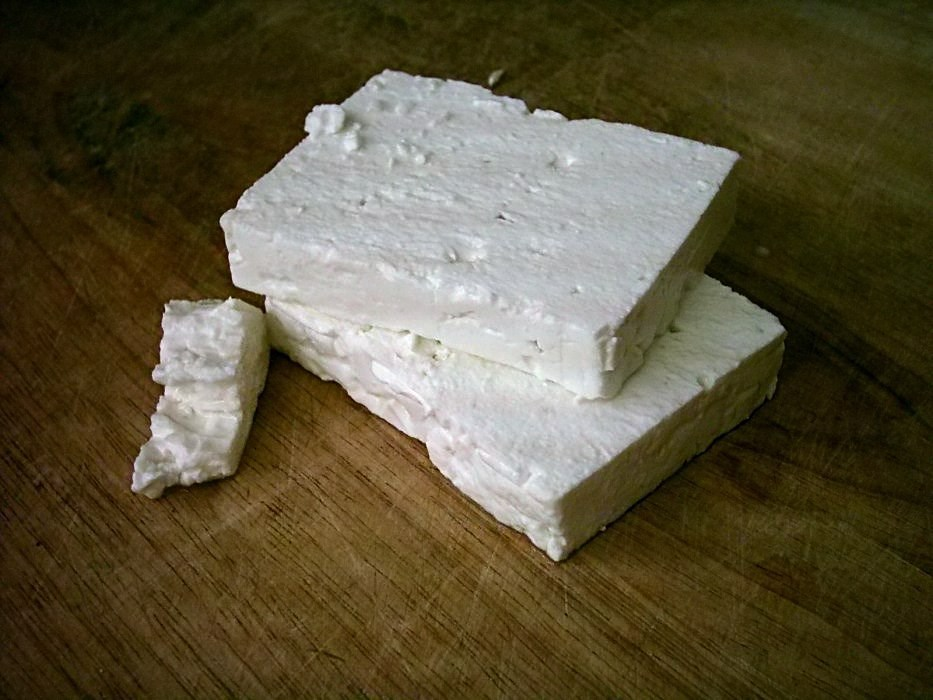
Telemea
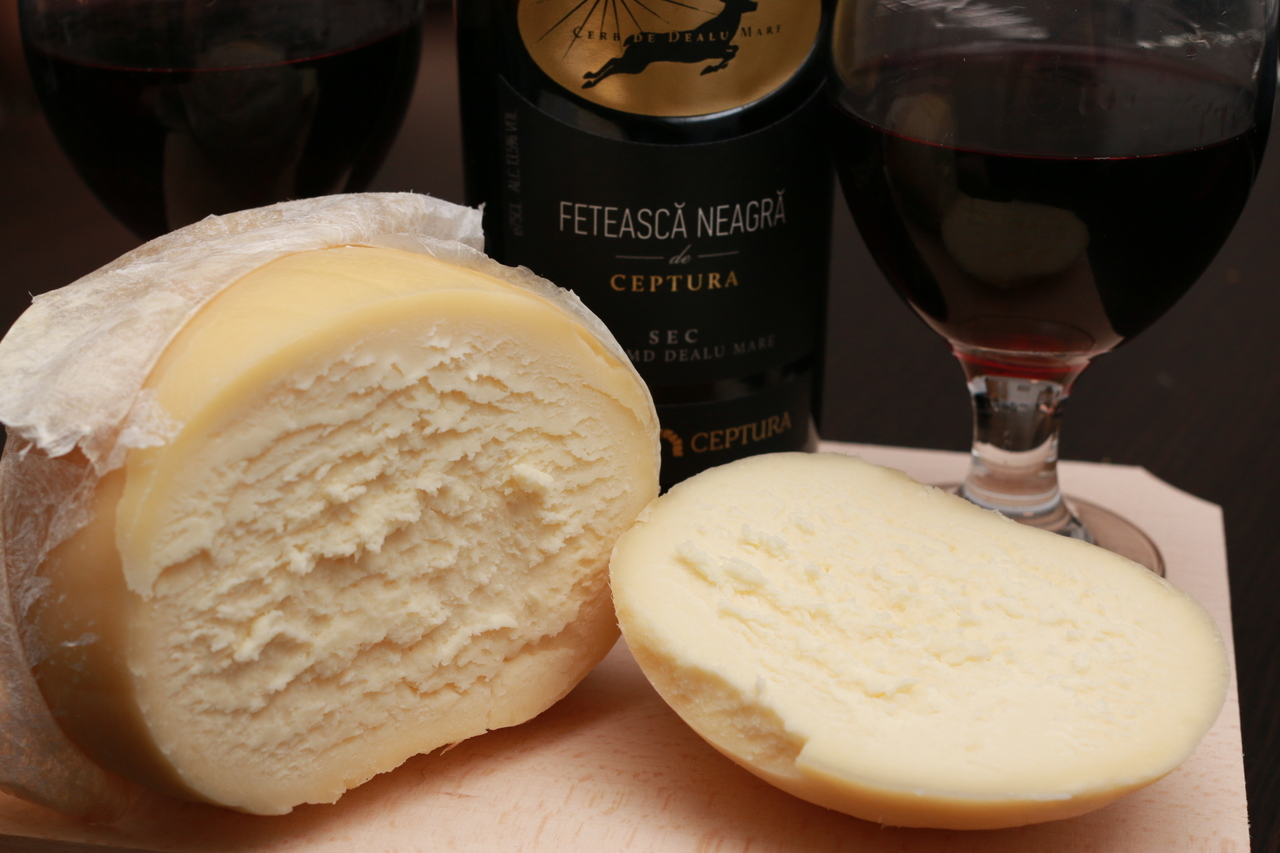
Brânză de burduf
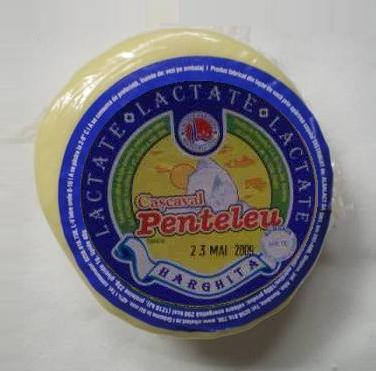
Cașcaval
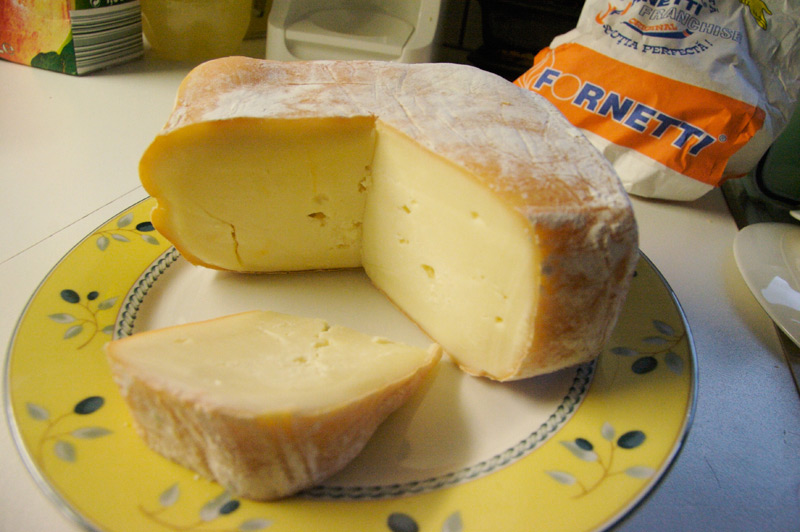
Năsal
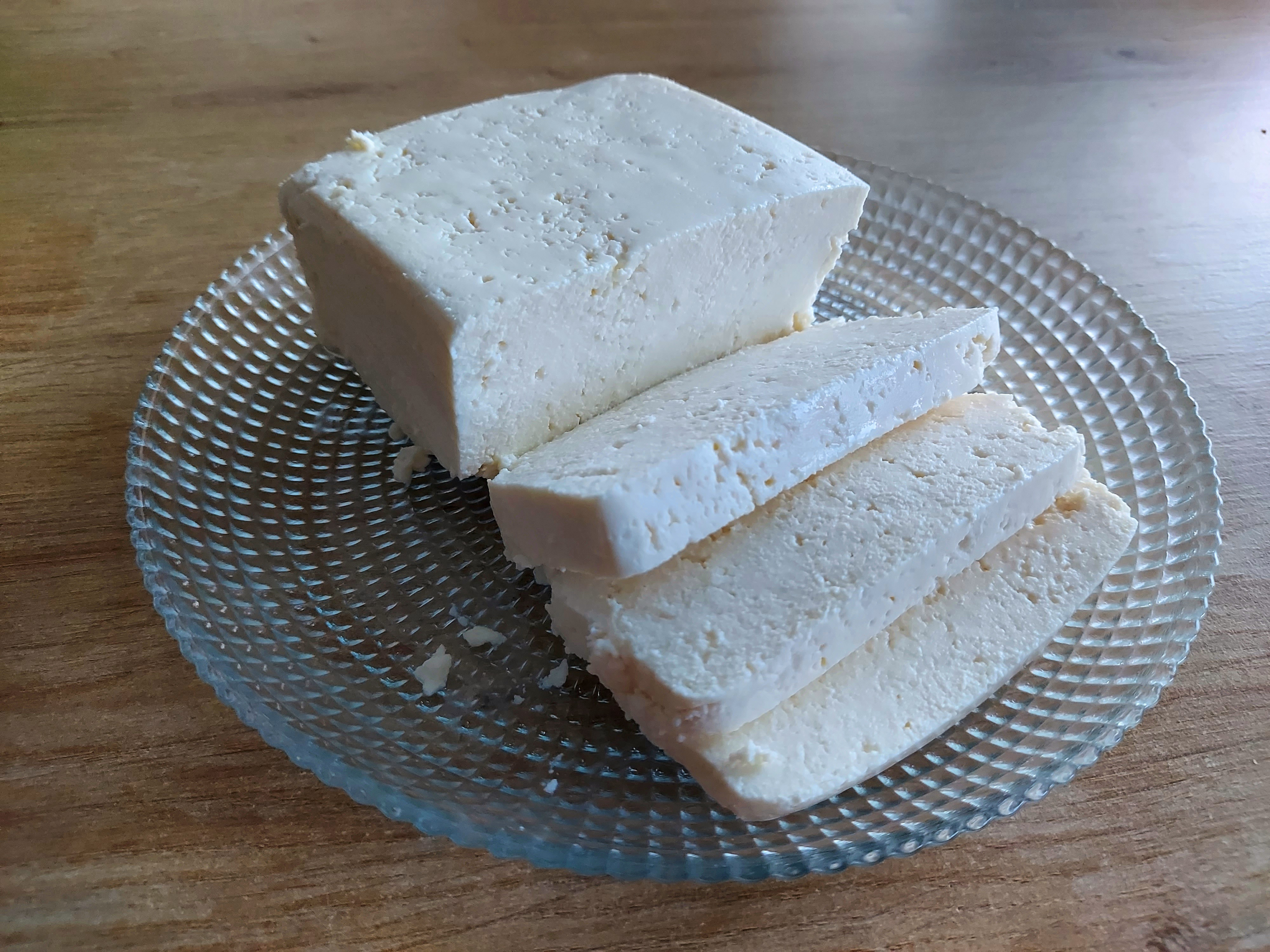
Urdă

### Produse protejate
La nivelul Uniunii Europene, în anul 2022 erau 12 produse alimentare recunoscute ca având denumirea de origine protejată sau indicația geografică protejată:
1. Magiun de Topoloveni (din 08/04/2011)
2. Salam de Sibiu (din 19/02/2016)
3. Telemea de Ibănești (din 15/03/2016)
4. Novac afumat din Țara Bârsei (din 06/04/2017)
5. Scrumbie de Dunăre afumată (din 03/12/2018)
6. Cârnați de Pleșcoi (din 04/10/2019)
7. Telemea de Sibiu (din 16/10/2019)
8. Plăcintă dobrogeană (din 03/02/2021)
9. Cașcaval de Săveni (din 22/04/2021)
10. Salată cu icre de știucă de Tulcea (din 04/06/2021)
11. Salinate de Turda (din 15/12/2021)
12. Pită de Pecica (din 06/01/2022)

## Structura meselor
În mod tradițional, bucătăria românească are trei mese principale: micul dejun, prânzul (numit și dejunul) și cina.

Micul dejun poate fi alcătuit din produse lactate: lapte, brânză, iaurturi, brânzeturi proaspete sau fermentate, cereale sau pâine; produse din carne: salam, șuncă, slănină; ouă preparate fierte, omletă, ochiuri sau în diverse combinații cu legume și carne, fructe proaspete sau preparate sub formă de gemuri sau dulcețuri. Prânzul este adesea masa principală a zilei și poate fi compus din unul sau mai multe feluri de mâncare, cel servit în mod tradițional fiind alcătuit din trei feluri de mâncare: o ciorbă sau supă, un fel principal și un desert, compus din una sau mai multe prăjituri, plăcinte, fructe sau tarte. Cina este, în mod tradițional, o masă mai ușoară, compusă din preparate ușor de digerat precum legumele, fructele sau salatele. Gustările, reci sau calde, pot alcătui în sine mesele de dimineață sau seară, sau pot fi incluse în mesele de prânz înaintea primului fel de mâncare.

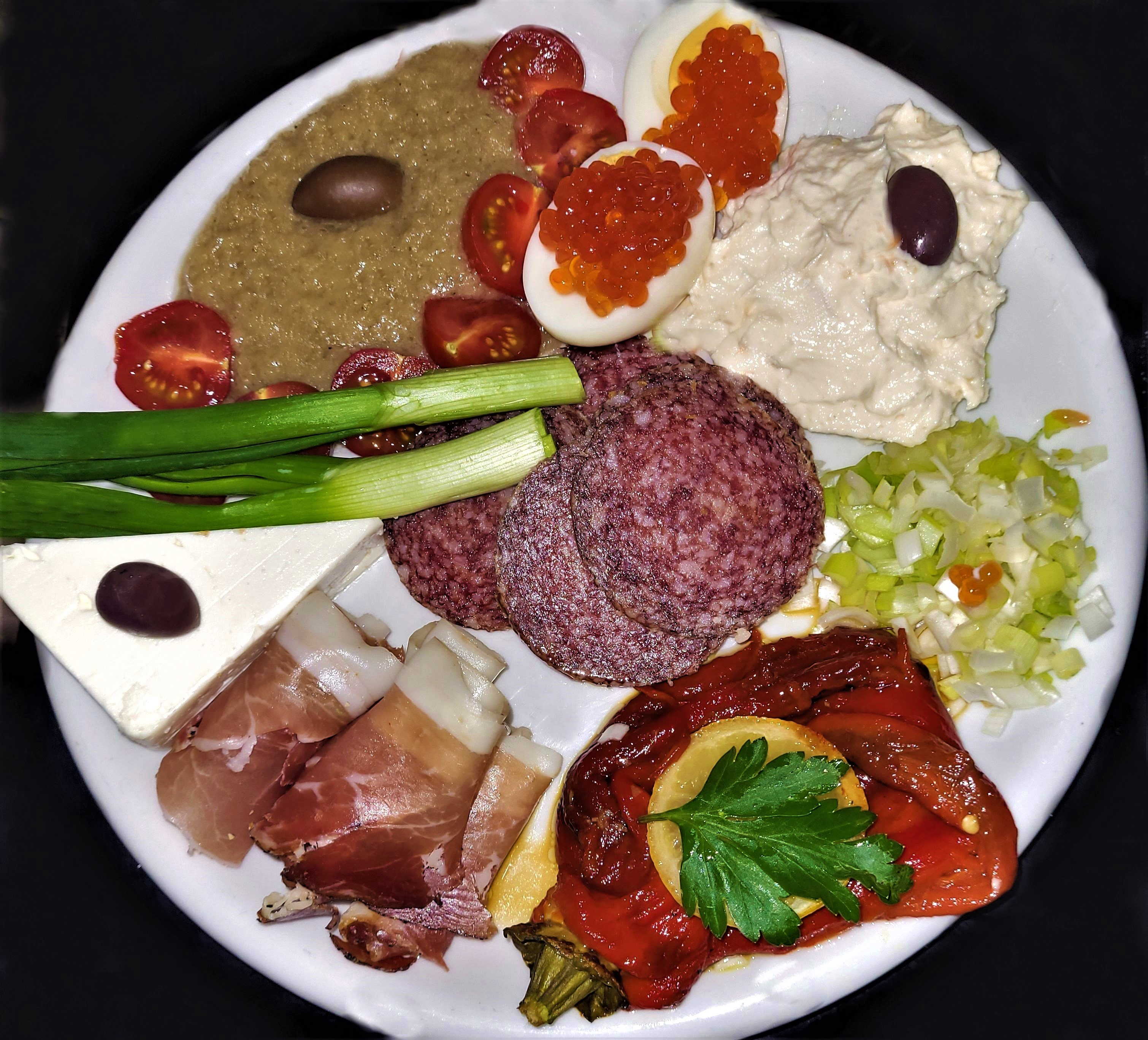
Gustare rece
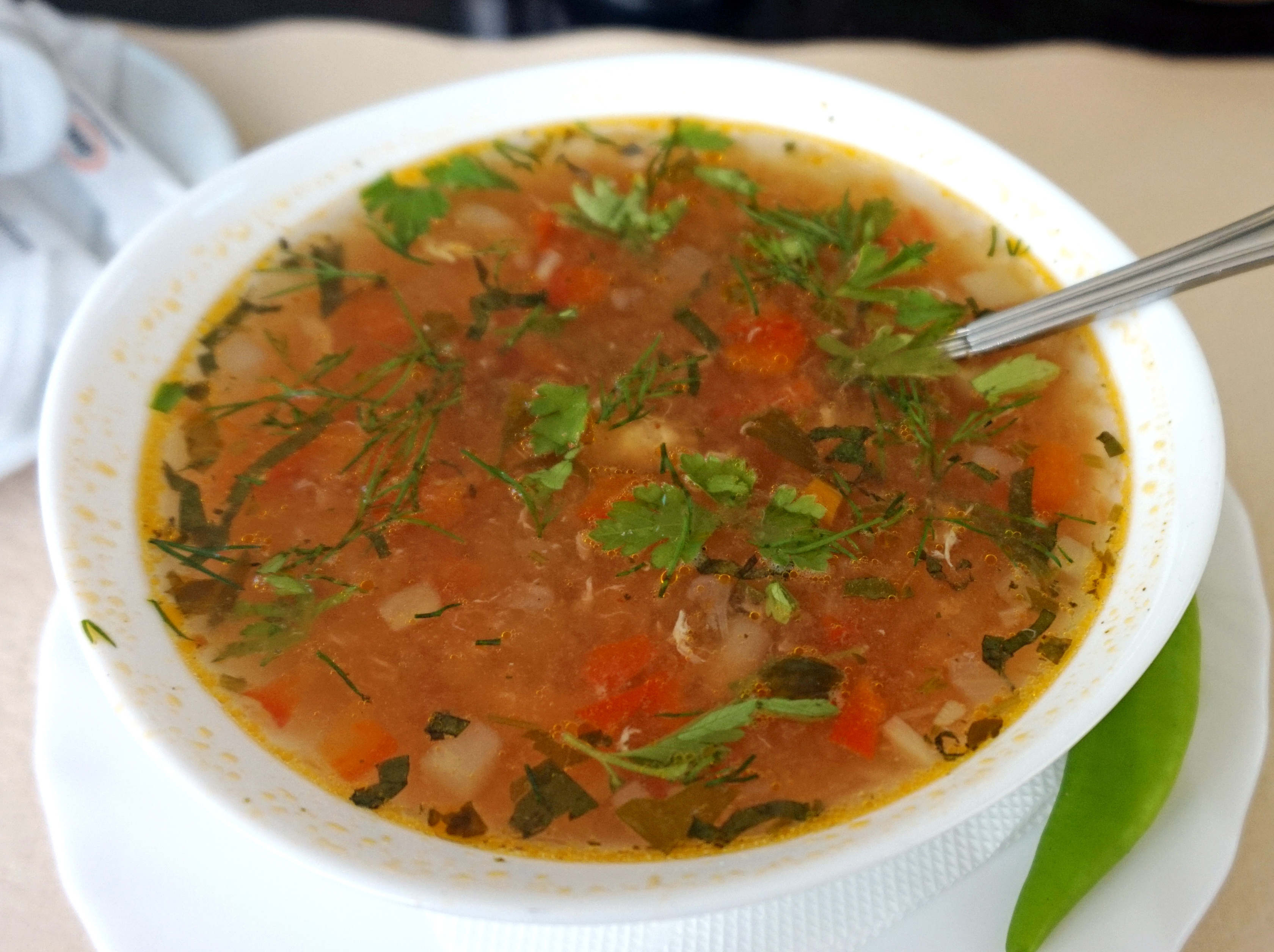
Ciorbă de legume
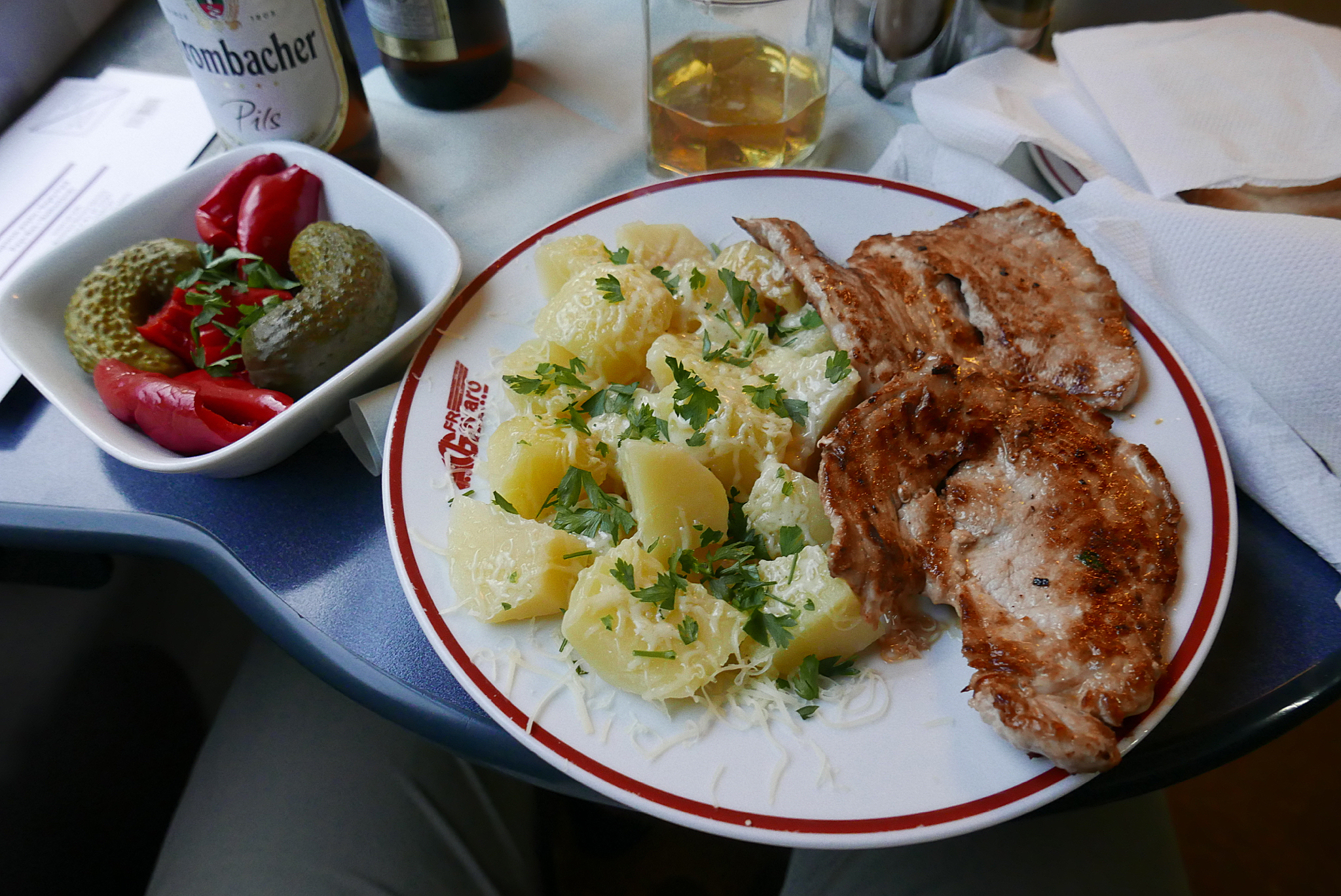
Fel principal
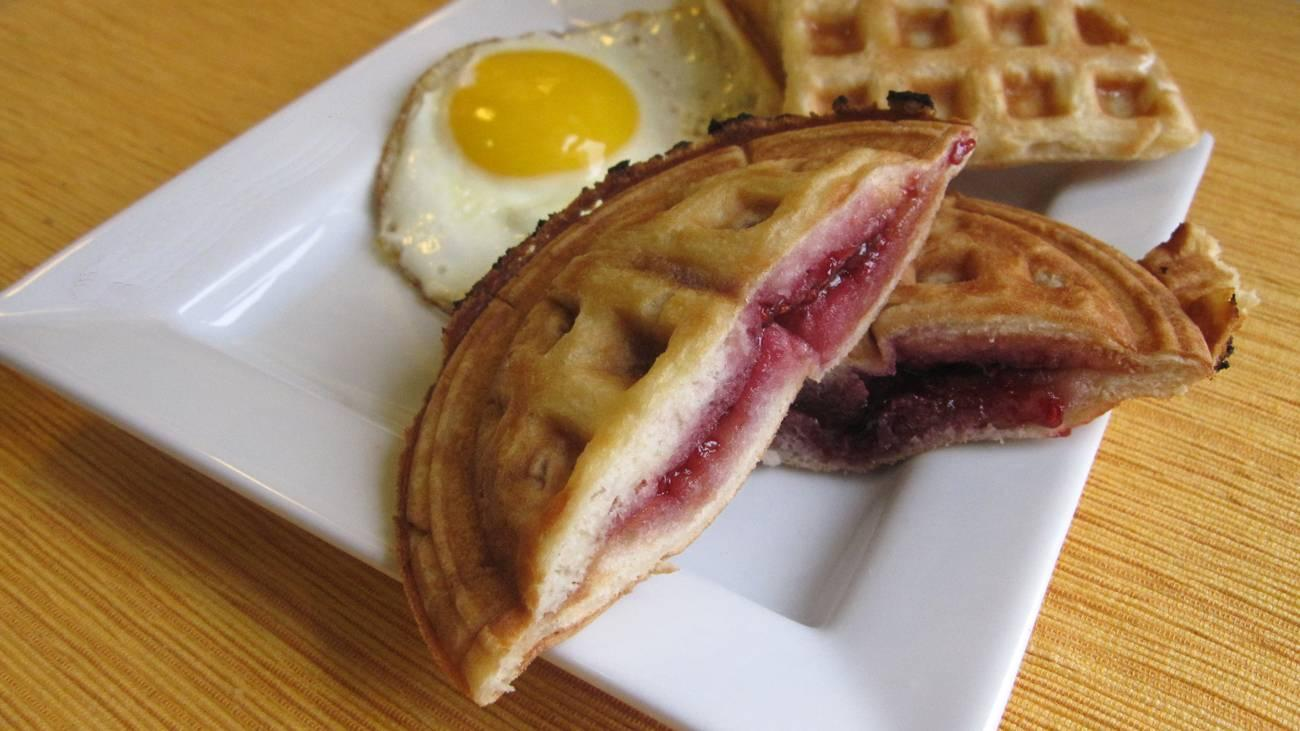
Desert: plăcintă cu afine

## Bucătării regionale

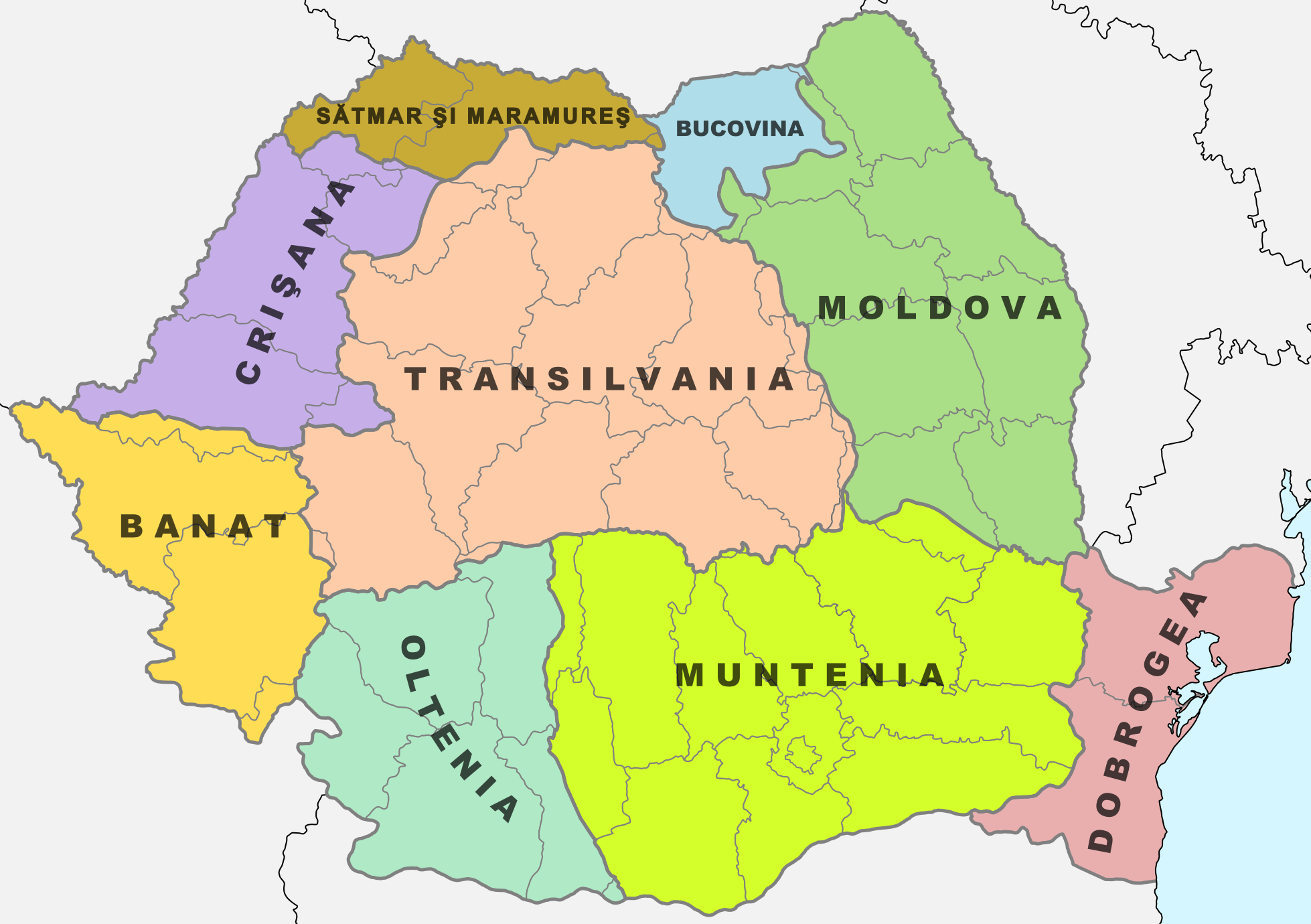
Regiunile istorice ale României

Bucătăria românească este plasată într-o zonă de confluență între Europa Centrală (unde este mai comună hrana bazată pe carne, produse lactate și grăsimi de origine animală) și Europa de Sud (unde bucătăria se bazează mai mult pe cereale, legume, verdețuri și grăsimi de origine vegetală). Diferențele geografice, climatice și culturale, împreună cu divizarea istorică a teritoriilor locuite de români au făcut ca regiunile României să aibă identități culinare proprii care s-au menținut până în prezent. Astfel, în Oltenia, Muntenia, Moldova și Dobrogea găsim o bucătărie mai asemănătoare celor balcanice și orientale, pe când în Transilvania, Banat, Crișana și Maramureș, găsim feluri de mâncare și obiceiuri mai apropiate de cele central-europene.

### Țara Românească
Oltenia și Muntenia sunt cele două provincii care au format în trecut Țara Românească, vecină cu Bulgaria, Transilvania și Dobrogea. Cele două regiuni au o lungă istorie de producție a vinului, cu trei regiuni mari viticole împărțite în 13 mari podgorii. Din aceste regiuni provin mâncăruri precum ostropelul, ciorba de burtă, tuslamaua și ciorba de potroace. Oltenia este renumită pentru cârnații săi. Din Muntenia provin se găsesc covrigii din Buzău, babicul, cârnații de Pleșcoi, magiunul de Topoloveni și Salamul de Sibiu (originar, de fapt, din Sinaia).

### Dobrogea

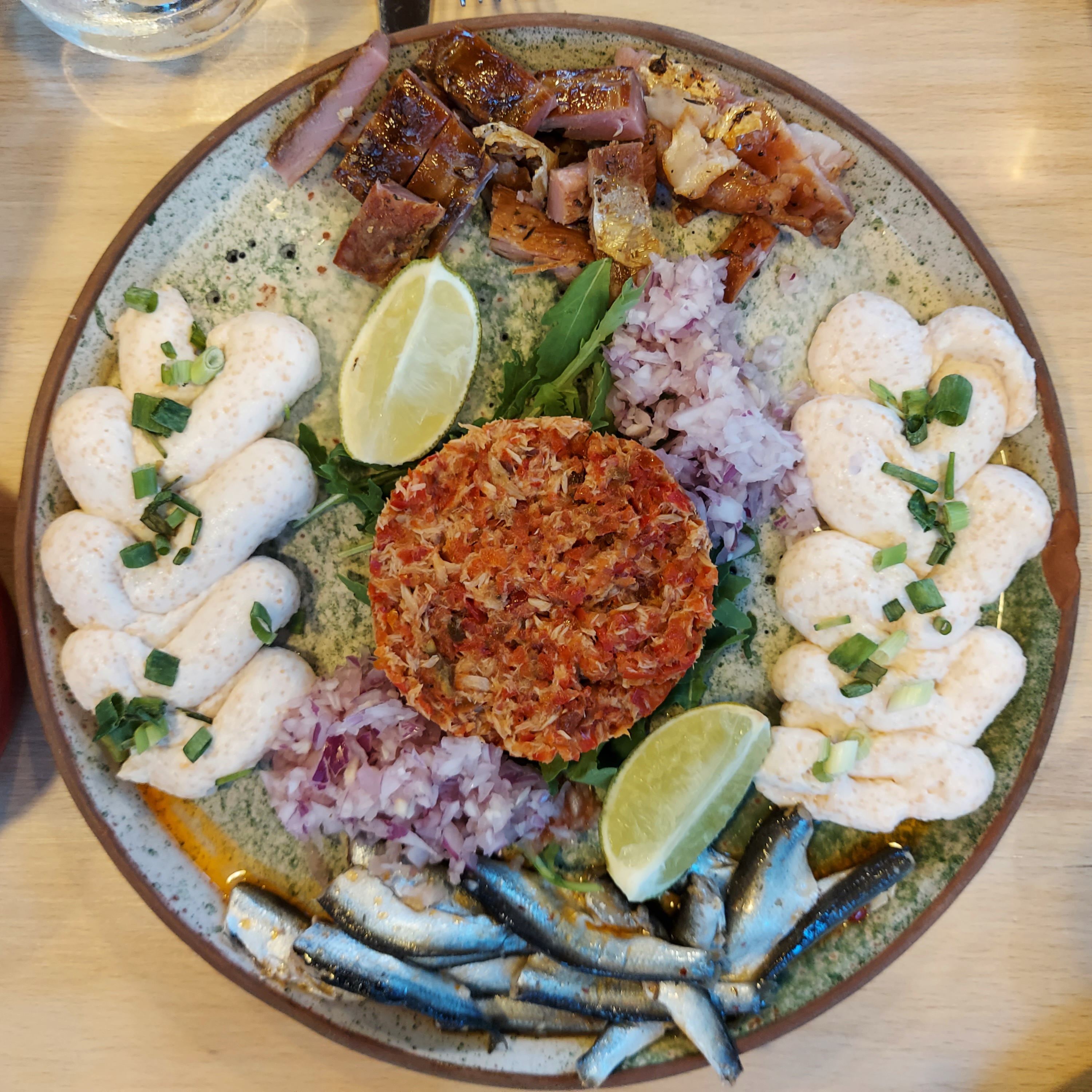
Platou cu salata de icre, zacuscă de pește, pastramă de crap și sardele marinate

Diversitatea etnică a Dobrogei oferă regiunii un caracter diferit de Muntenia vecină, bucătăria regională incorporând elementele aduse de turcii, tătarii, grecii, aromânii, lipovenii și germanii din regiune. Dobrogea a fost istoric străbătută de păstori, produsele din carne de oaie fiind comune, mai ales în rețetele împrumutate din bucătăriile orientale sau din bucătăria aromână, precum șașlâcul sau ghiudemul, cât și în rețete autohtone, precum cea de pastramă. Sarmuzacul și scordoleaua, alături de mai bine cunoscutul mujdei dobrogean, acompaniau în mod tradițional cărnurile fripte.
Din Delta Dunării și de pe coasta Mării Negre provin specialități precum borșul de pește lipovenesc, ciorba de midii, lapții pane, storceagul, plachia și saramura de pește. Bucătăria locală este bogată în plăcintele și produse de patiserie precum merdeneaua, plăcinta dobrogeană, plăcinta cu flori de salcâm, plăcinta kobete, ghismanul, cherdelele, șuberecul și geantâkul. Datorită influenței orientale, sunt de întâlnite deserturi precum baclavaua, halvaua, muhalebiul și tulumba.
Regiunea Viticolă a Colinelor Dobrogei acoperă o mare parte din suprafața județelor Tulcea și Constanța și conține, printre altele, cramele Alira și Murfatlar. Conține 5 Denumiri de Origine Controlată: Adamclisi, Babadag, Murfatlar, Oltina și Sarica Niculițel.

### Transilvania
În Transilvania, Banat și Crișana, influența germană se face simțită prin varietatea de cârnați și mezeluri, cum ar fi virșli sau cașul de cap de porc, dar și în consumul de ciorbe groase și varză. Brânza de burduf este una dintre specialitățile acestei regiuni, la fel ca și cașul de Năsal, o altă brânză, maturată într-o peșteră din Țaga, Cluj. Influențele bucătăriilor maghiare și sârbe sunt și ele simțite prin prezența cozonacului secuiesc, gulașului sau a multor băuturi tari precum pălincă, horinca și șliboviță.
Bucătăria transilvăneană are cel mai vechi fond documentar dintre bucătăriile regionale ale României, Cartea de bucate a principelui Transilvaniei datând din secolul al XVI-lea.

### Maramureș

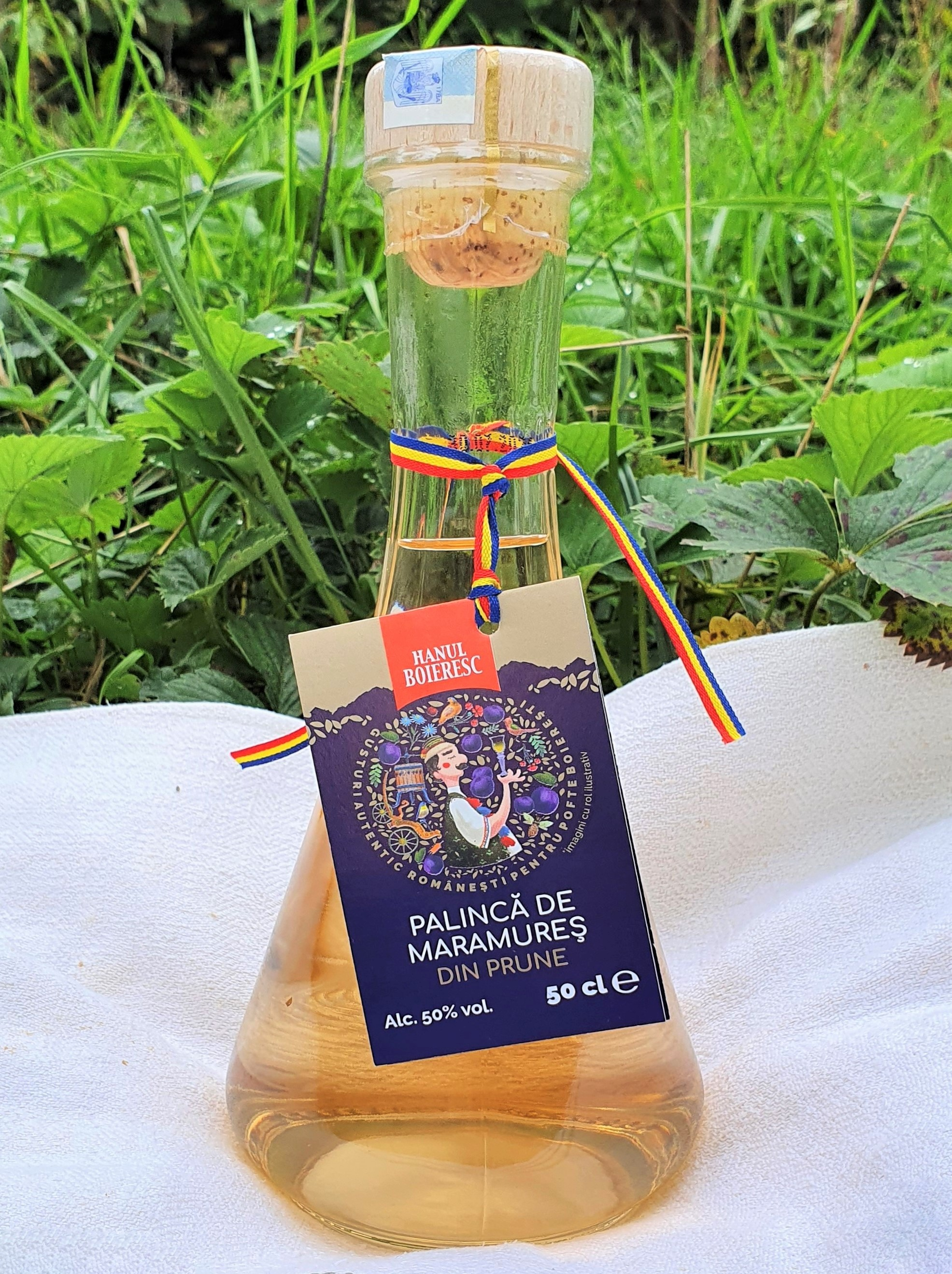
Palincă de prune de Maramureș

Bucătăria maramureșeană tradițională poate fi considerată o bucătărie rustică pastorală, relativ simplă, care folosește un număr mic de ingrediente de bază (lapte de oaie, caș, urdă, jintiță, mălai, carne de porc sau de oaie, jumări, ouă, cartofi, varză, miere și prune) și care impresionează mai ales prin calitatea produselor finale.
Condițiile climatice și calitatea solului nu au favorizat culturile de grâu în această regiune, făină de grâu fiind folosită mai ales în cadrul pregătirilor pentru evenimente importante, în preparate precum stolnicul (un colac mare, elaborat împletit) sau țâpoul (o pâinișoară servită de obicei la nuntă). În mod tradițional, mălaiul era folosit în moduri numeroase pentru a face produse sărate, precum tocana, chigala cu jumări sau balmoșul, cât și dulci, ca în cazul mălaiului cu lapte. Cele mai frecvent utilizate legume erau varza (murată și folosită pe tot parcursul anului) și cartoful, din care se fac hremzli, un tip de chiftele din cartofi cu ou, specifice Sighetului. Două tipuri principale de acrituri erau folosite, zeama de varză (numită și moare) și chisălița (obținută din tărâțe sau aluaturi fermentate) cea dintâi fiind folosită mai ales pentru acritul ciorbelor, iar cea din urmă ca o bază pentru diverse mâncăruri și băuturi.
Un rol foarte important în bucătăria locală îl au prunele, folosite proaspete în rețete precum cea de gomboți cu prune, dar mai adesea conservate prin fierbere sau uscare. Din acestea se face horinca, versiunea locală a pălincii, băutură alcoolică dublu distilată, cu o tărie de 50–55%, uneori îndulcită cu miere de albine. Conserva consacrată de prune este magiunul (denumit și silvoiță sau lictar), consumată cu mămăligă sau inclusă în prăjituri precum cornulețele, găluștele de aur sau porloșele. La fel ca în restul Ardealului, prunele uscate se folosesc în supe dulci sau sărate, sosuri pentru fripturi, tocănițe, mâncăruri de orez și în prăjituri.

### Moldova
Moldova occidentală, Bucovina, Republica Moldova și Bugeacul au format cândva Moldova istorică, a cărei bucătării a fost influențată de cea poloneză, austriacă, rusă și ucraineană. Bucătăria moldovenească este un amestec de arome acide și texturi cremoase, cu o mai abundentă utilizare a verzei, a cartofilor și a cepei. Printre specialitățile locale se numără ciulamaua și tochitura moldovenească. În aceste regiuni, sarmalele se prepară și cu frunze de viță de vie. Pârjoalele moldovenești sunt chifteluțe tocate la grătar, cu usturoi și ierburi aromatice.

## Mese festive

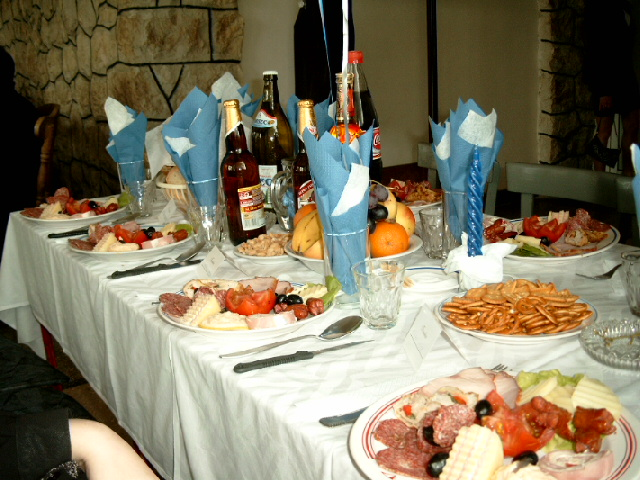
Masă festivă

Mesele festive acompaniază principalele evenimente din viața umană: botezul, logodna, nunta, aniversările sau onomasticile, sărbătorile religioase și înmormântările.

### Tradiții culinare religioase
Praznicele rânduite de Biserică au adus un aport deosebit în cultura gastronomică românească, aducând o gamă foarte bogată de bucate de sărbătoare. Specifice praznicelor sunt mâncăruri precum cârnații, caltaboșii, piftia, cozonacul, sarmalele.

#### Sărbătoarea Sfinților 40 de mucenici
În fiecare an, pe 9 martie, cu ocazia sărbătorii creștine a Sfinților 40 de mucenici din Sevastia, se prepară un soi de prăjituri numit sfințișori sau mucenici, în cinstea martirilor. Tradiția diferă de la regiune la regiune, în sudul țării prin numele de mucenici putându-se înțelege fie un fel de colac cu miere și nucă, fie o supă cu nucă, scorțișoară și mici găluști în forma cifrei 8.

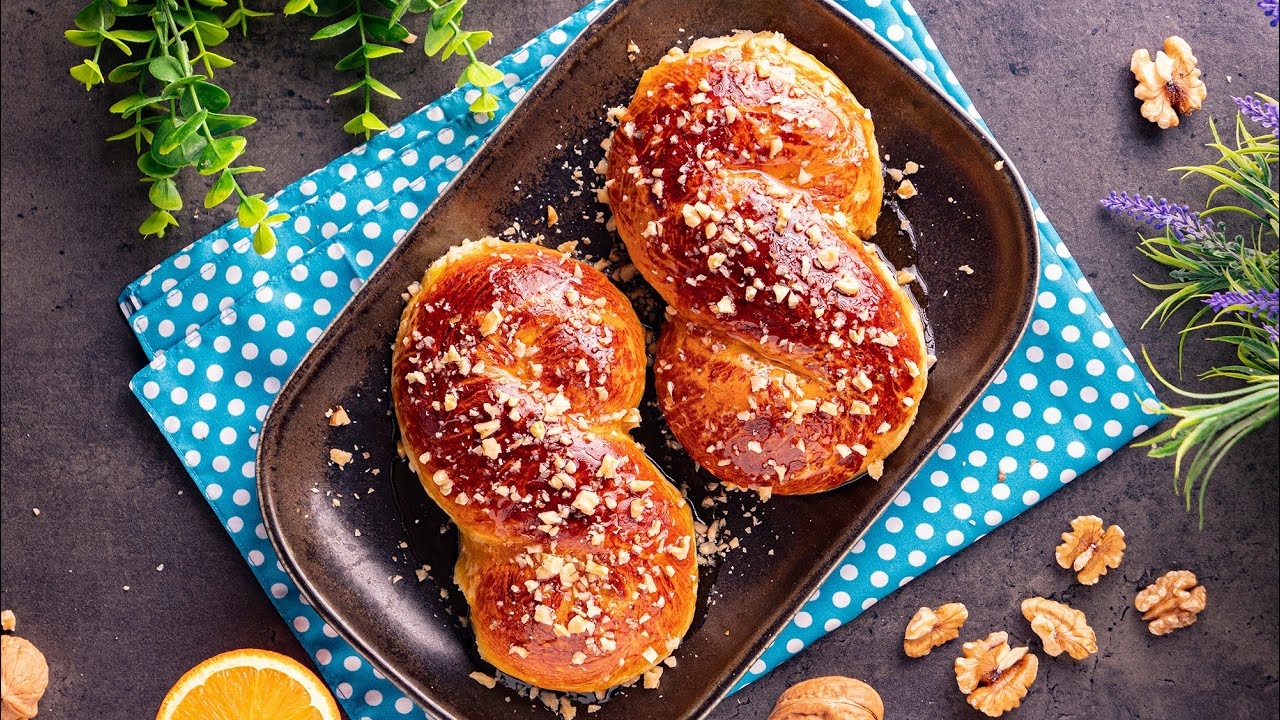
Mucenici moldovenești cu nucă
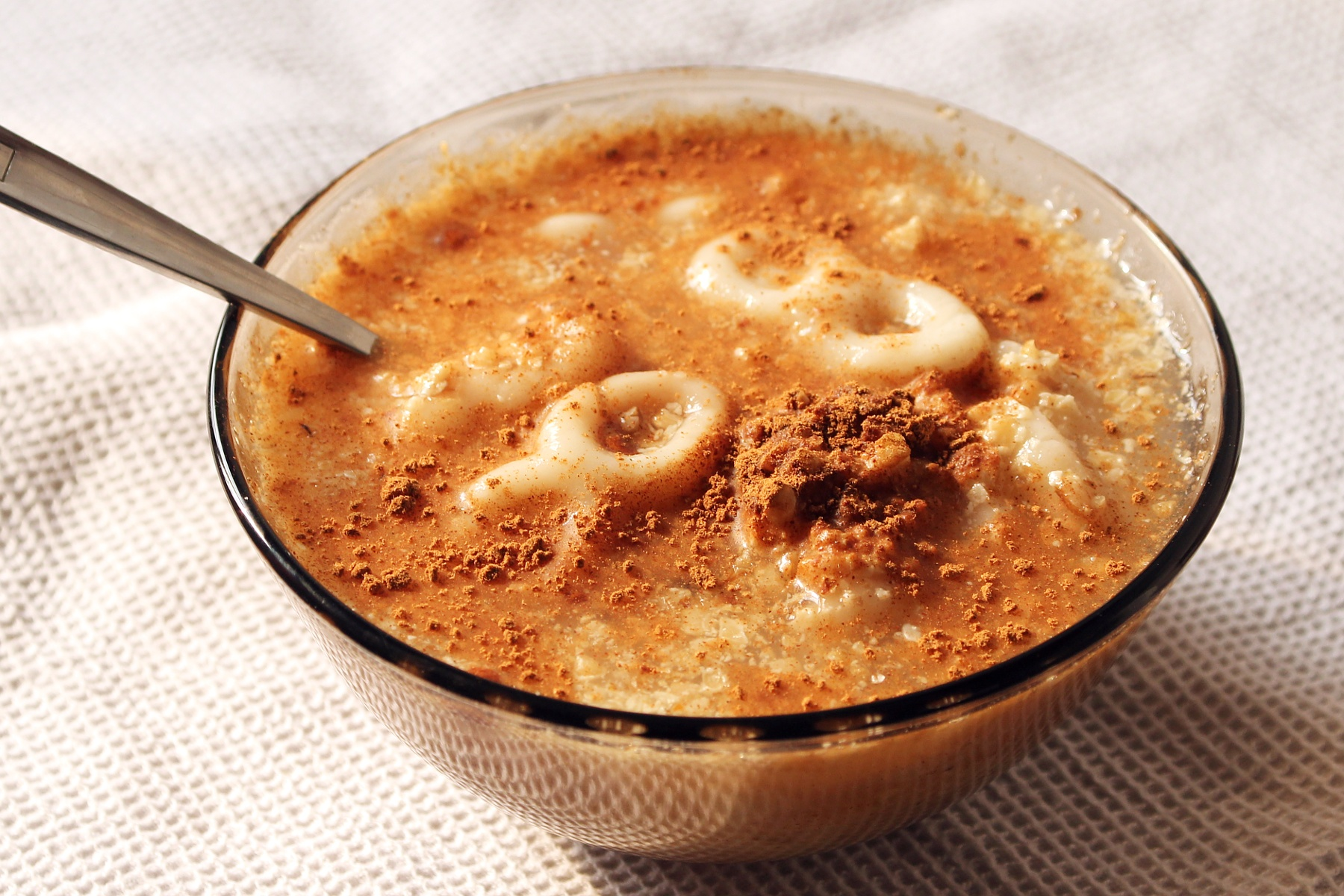
Mucenici muntenești
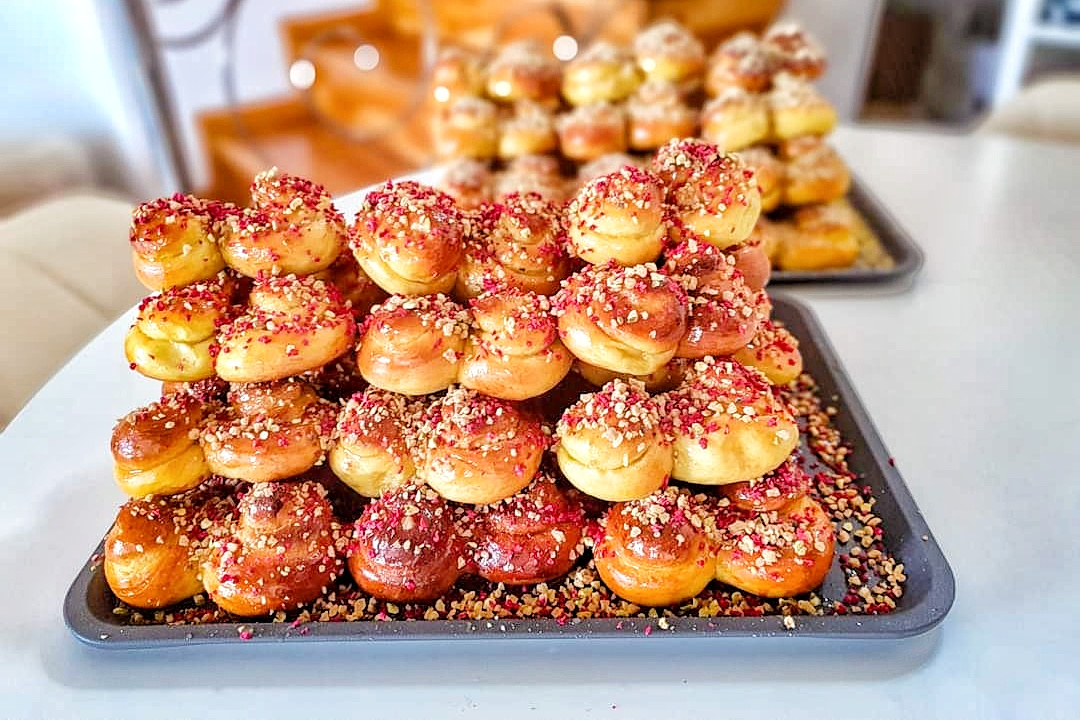
Mucenici dobrogeni

#### Paște
Paștele este o sărbătoare culinară, pregătită în mod tradițional în jurul cărnii de miel. Masa este consistentă pentru a compensa lipsurile postului de 40 de zile care precede această sărbătoare. Printre mâncărurile tradiționale pe care gospodinele le pregătesc pentru masa de Paște se numără borșul de miel, friptura de miel, stufatul, sarmale, drob și ouă vopsite. Cozonacul sau pasca sunt deserturile tradiționale la masa de Paște.

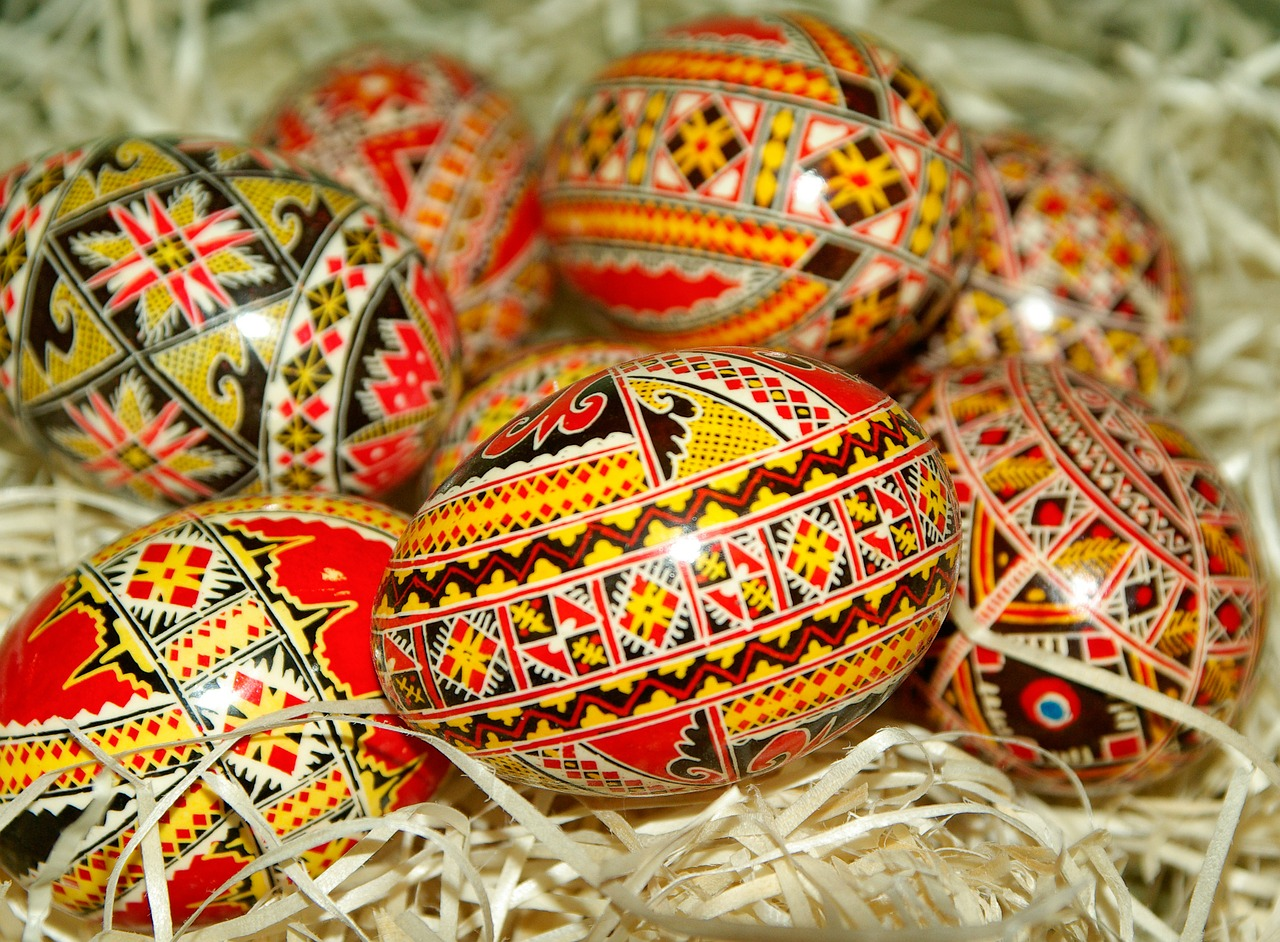
Ouă încondeiate
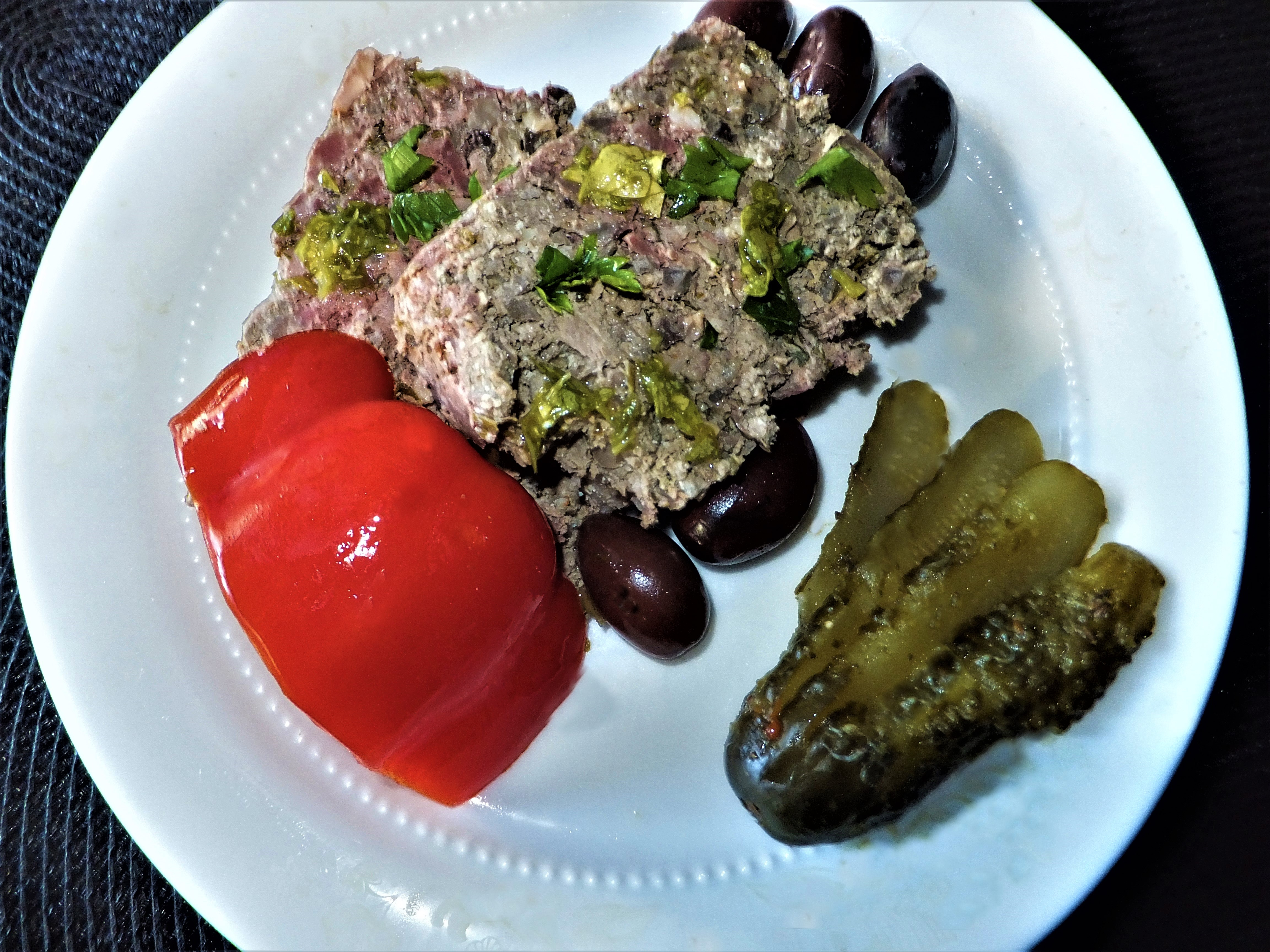
Drob
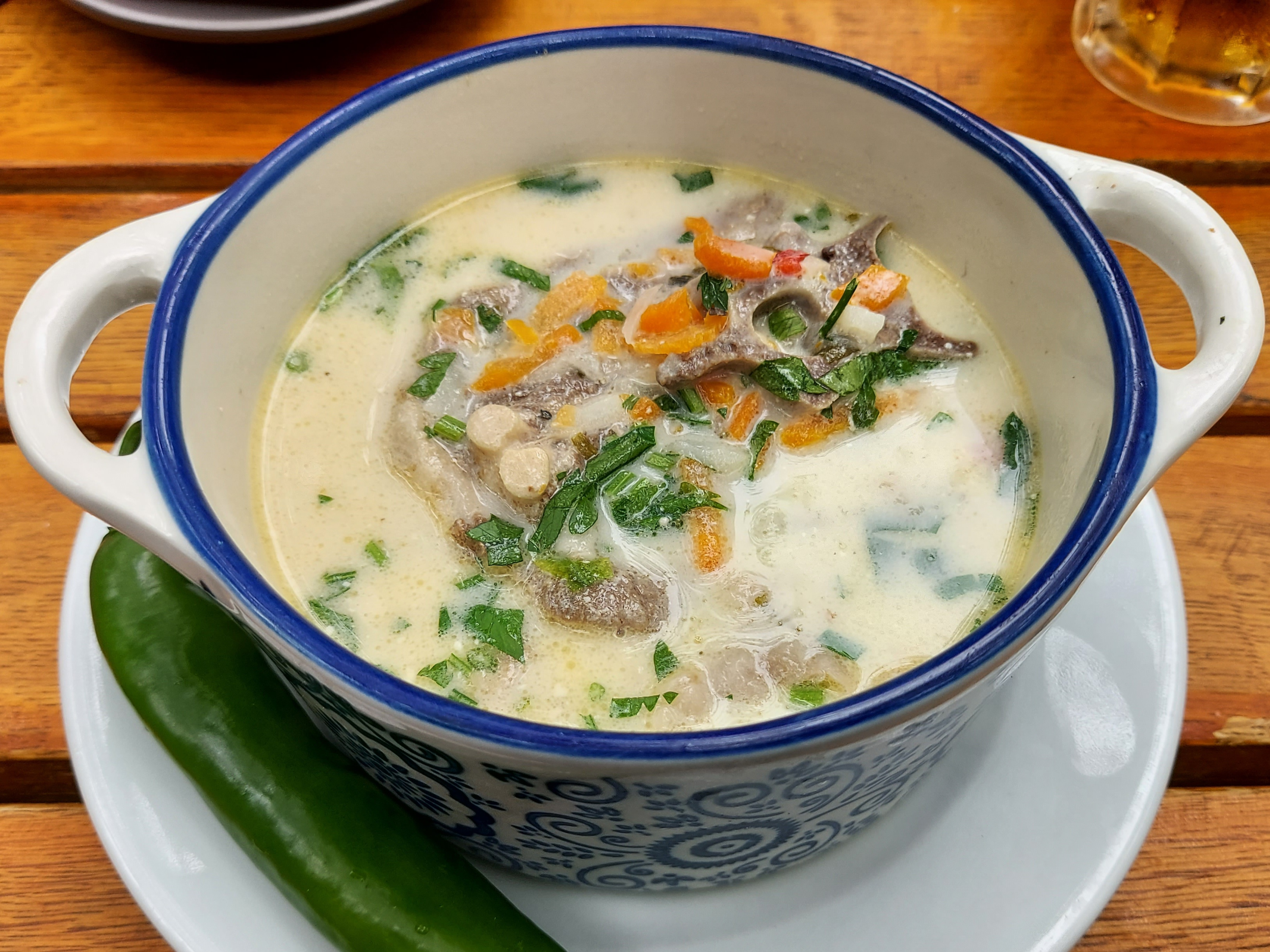
Ciorbă de miel
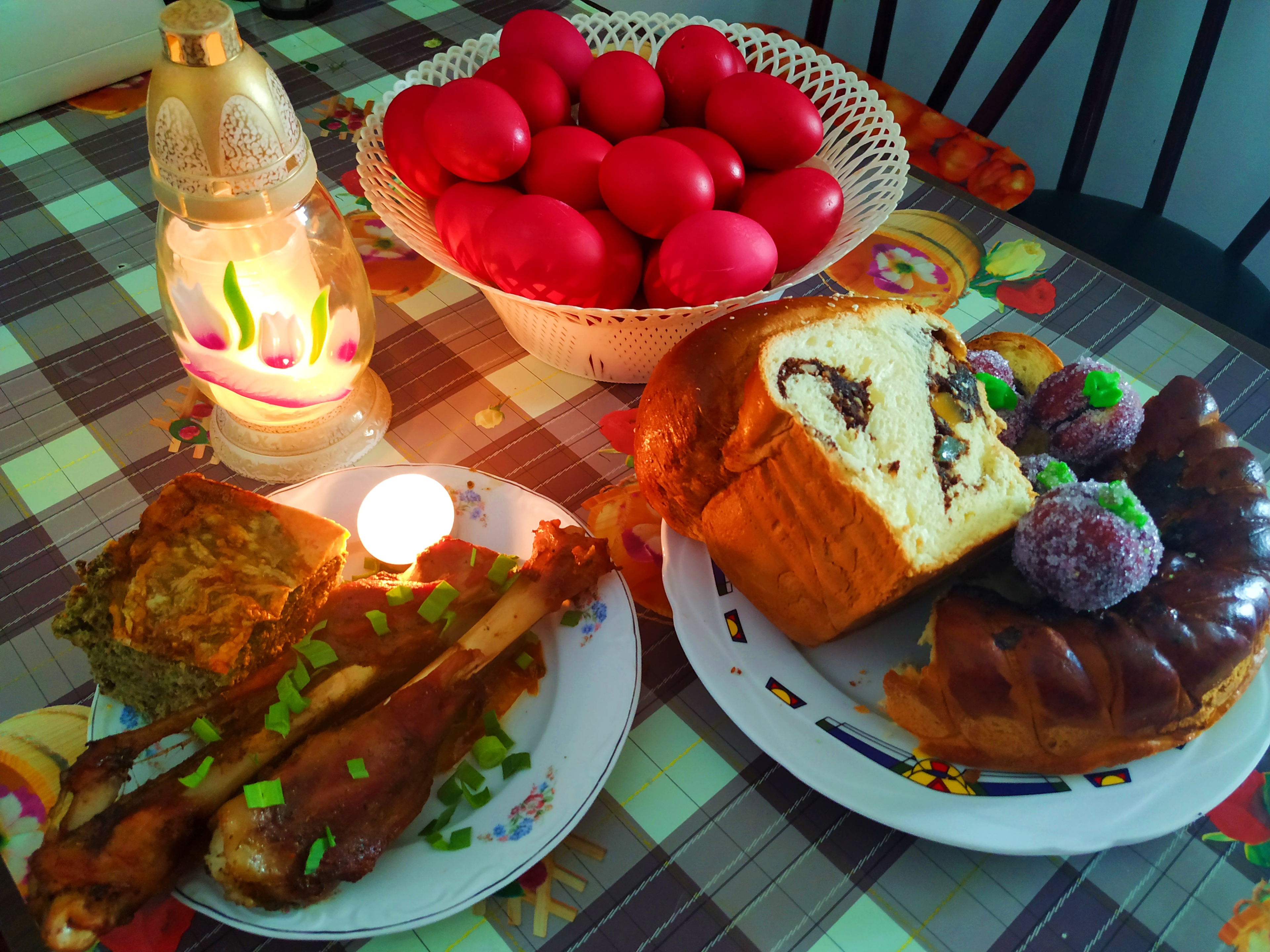
Friptură de miel, ouă, cozonac și pască
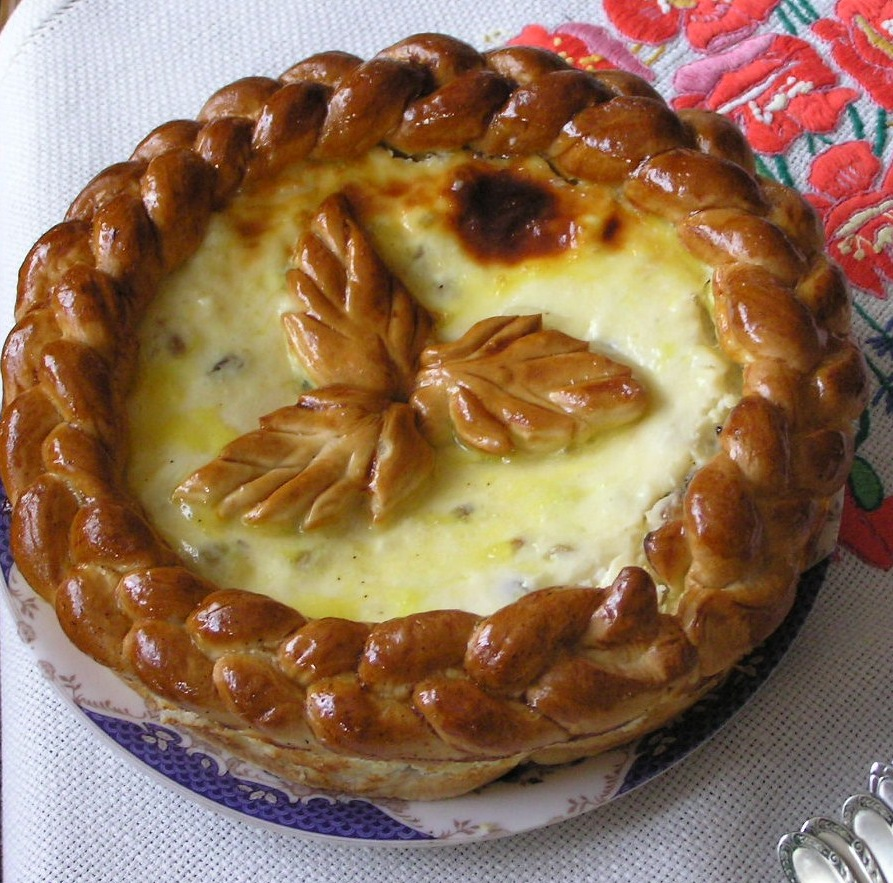
Pască

#### Crăciun
Pe 20 decembrie, românii întreprind sacrificiul porcului, animal cu care se prepară marea majoritate a mâncărurilor de Crăciun, precum ciorbă de oase, sarmale sau răcituri. Cu această ocazie vor fi prezenți și cârnați precum caltaboș sau tobă. Cozonacul este desertul obligatoriu pentru a încheia masa de Crăciun. Pentru a primi colindătorii, sunt pregătiți în mod tradițional colaci sau covrigi.

#### Înmormântări

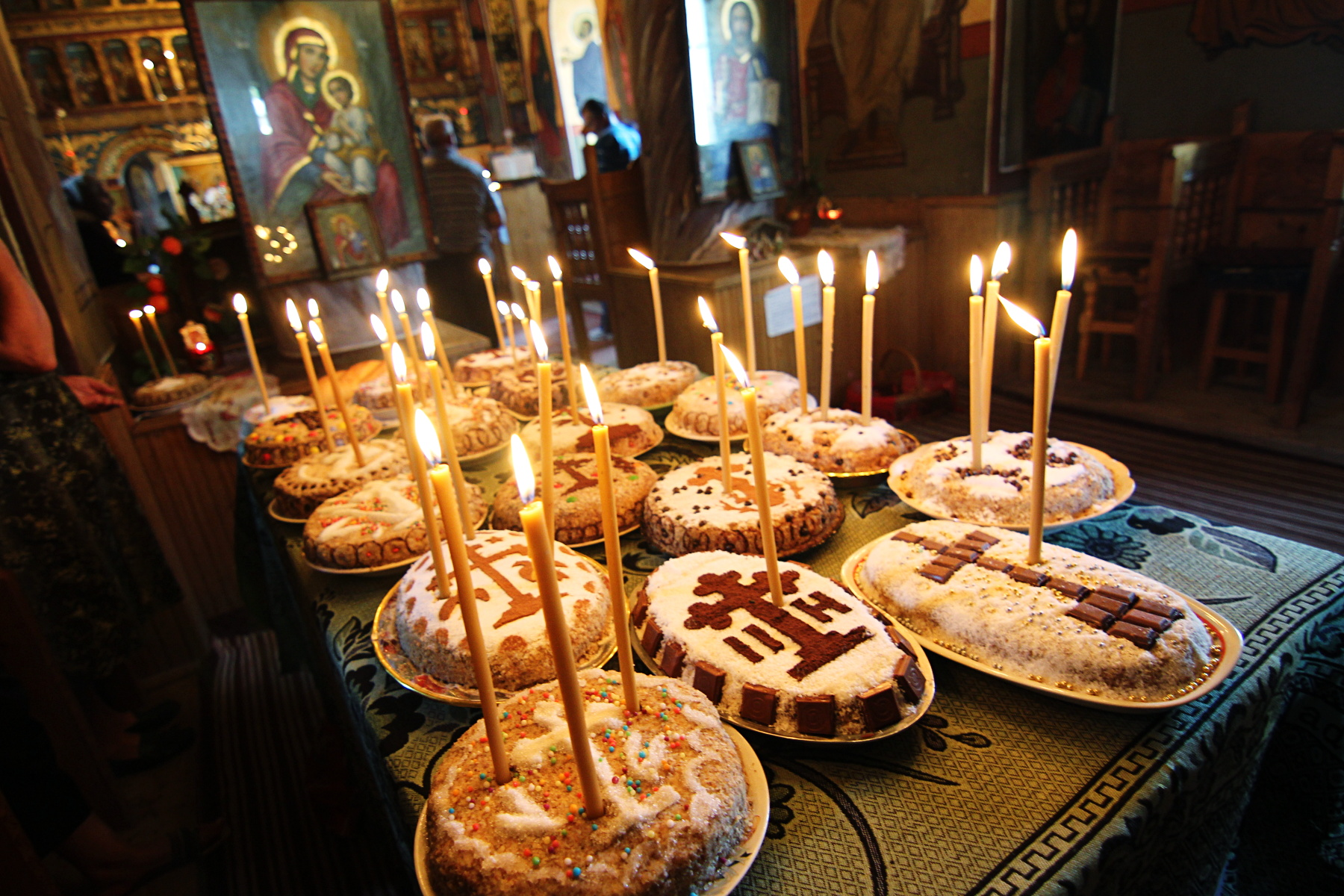
Colivă în biserică la o înmormântare

Înmormântarea este un prilej de reuniune socială, mâncarea fiind un element indispensabil în aceste ceremonii, consumată la praznicul ritualic pregătit de cei apropiați în amintirea celui mort sau oferită periodic sub formă de pomeni. La înmormântări, fără excepție, se prepară colivă. La finalul unei înmormântări ortodoxe, la cimitir, se oferă un pahar de țuică și o felie de pâine pentru a închina sufletul celui decedat.

### Alte evenimente

#### Grătar
Grătarul are un important rol social în România. Este comun pentru gospodăriile de la țară să aibă grătar cu lemne sau cărbuni în bucătăriile de vară sau altundeva în grădină. Pentru locuitorii din mediul urban, este obișnuit ca în weekenduri să se meargă în excursie în afara orașului pentru a face un grătar și a socializa. Alimente comune care se gătesc la grătar sunt mititeii, carnea de porc (adesea ceafă sau piept), carnea de pui și legumele, mai ales ciupercile și vinetele. Denumirea de grătar se folosește atât pentru evenimentul social, pentru carnea gătită, cât și pentru grillul pe care se pregătește mâncarea. Acesta  poate lua forma clasicului grătar din bare metalice paralele, dar și a unei plite, pietre, țigle sau disc.
 

În afară de prilejul de socializare, grătarul are o funcție importantă în prepararea conservelor tradiționale. Se obișnuiește ca vara să se gătească vinete și ardei la grătar pentru a prepara zacuscă și alte conserve pentru iarnă.

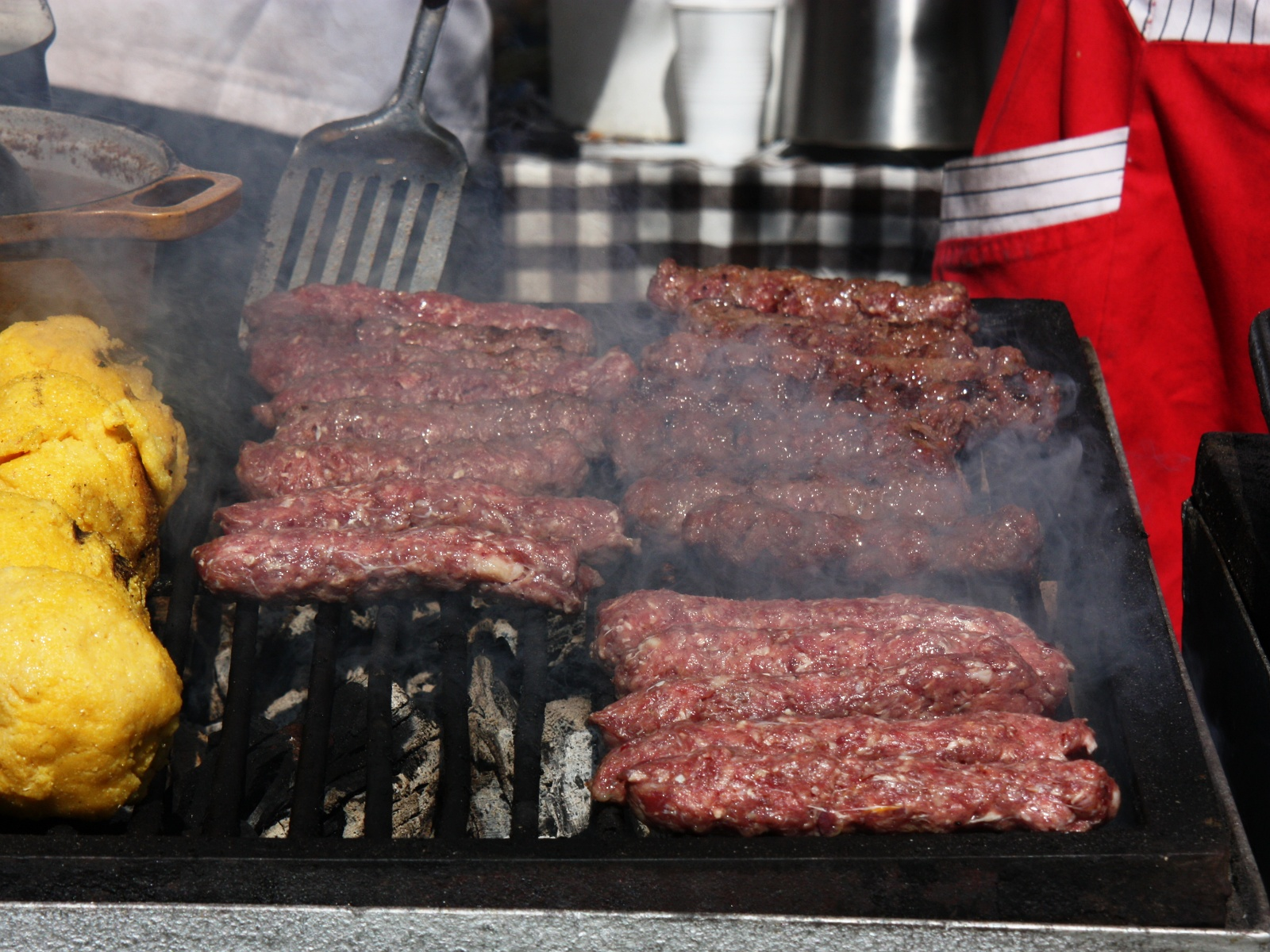
Mititei pe grătar
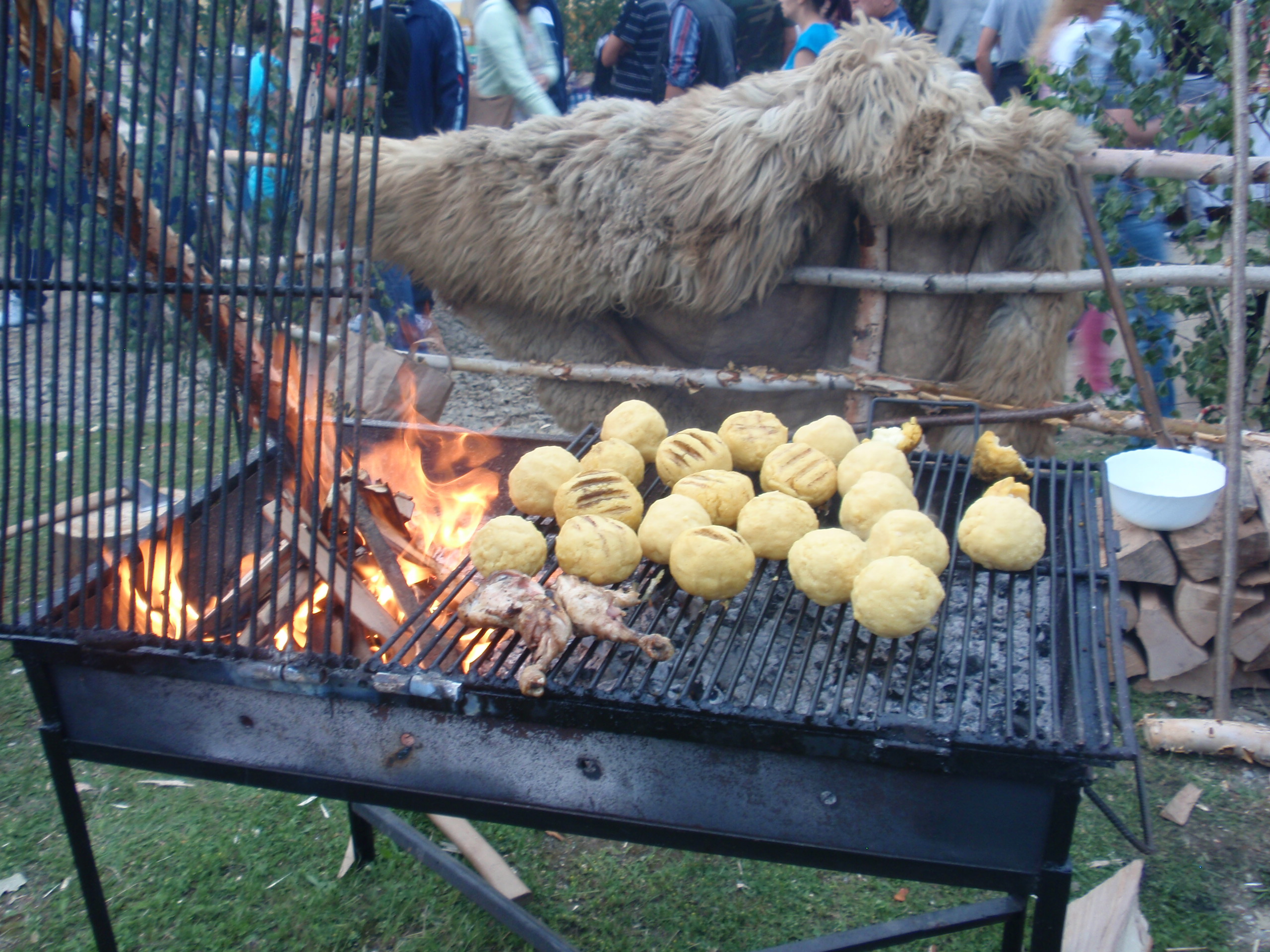
Bulz la grătar
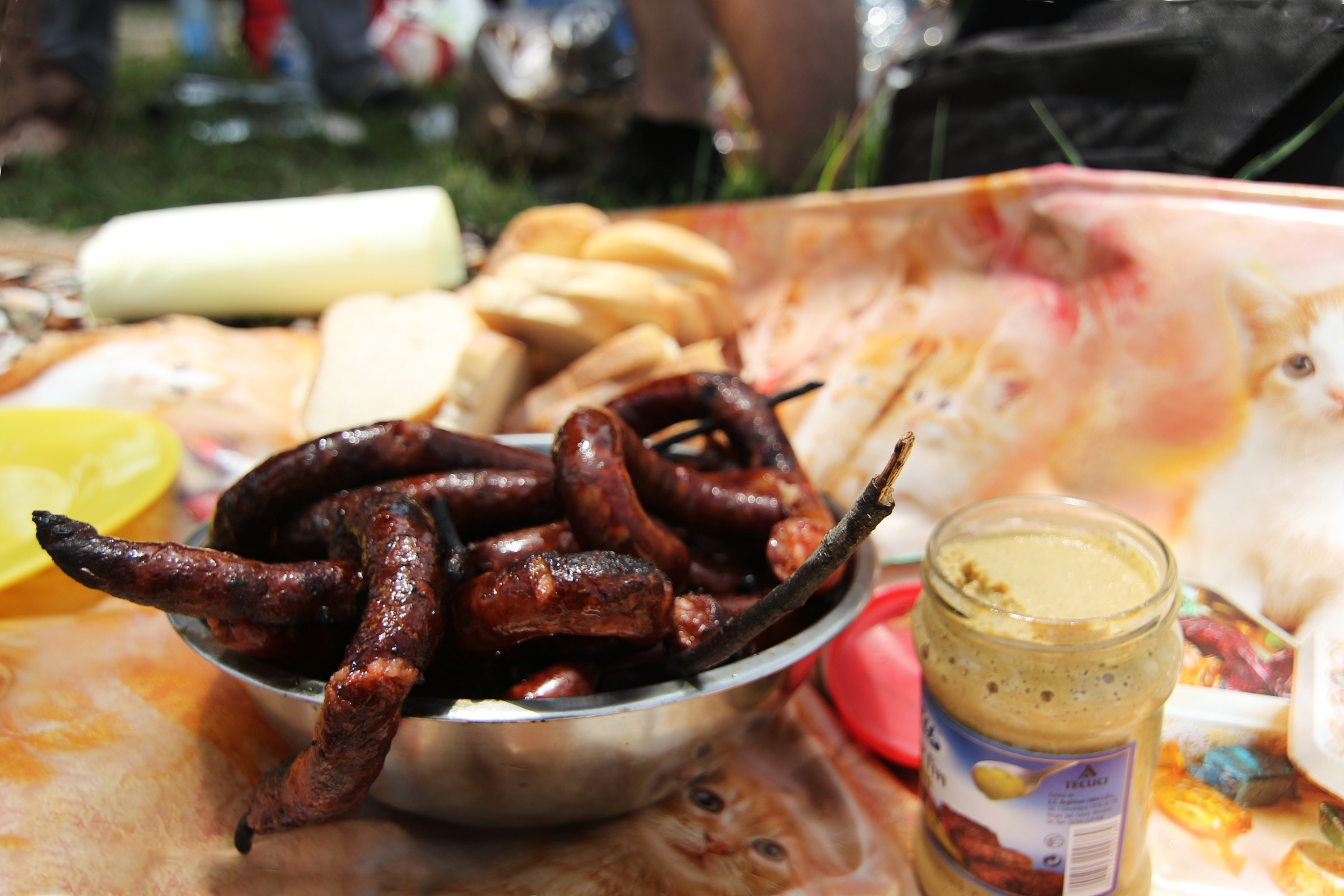
Cârnați de Pleșcoi
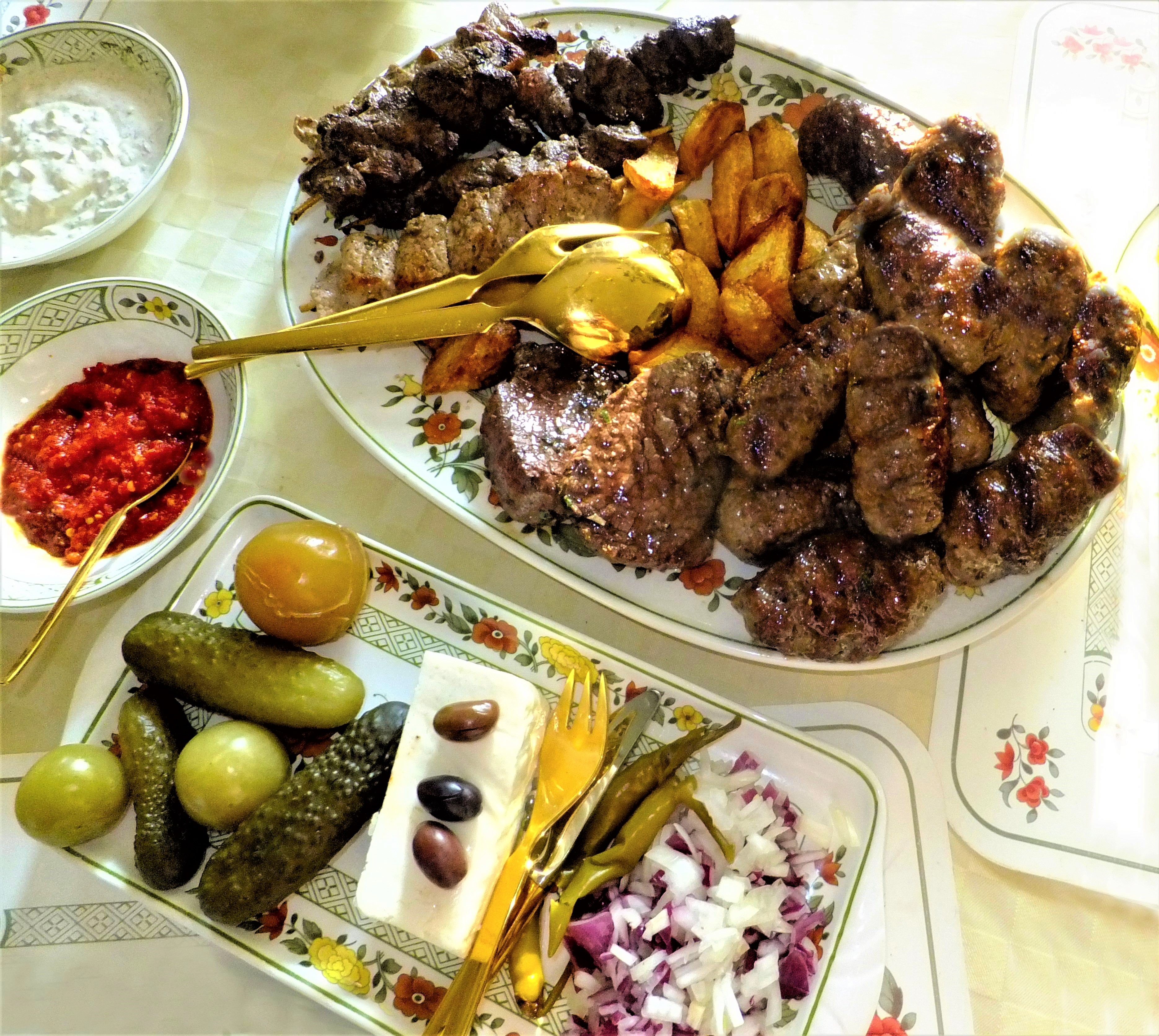
Mixed grill și murături

#### Festivaluri
Există un număr mare de festivaluri culinare care au loc pe tot parcursul anului în întreaga țară. Printre acestea se numără Festivalul Păstrăvului de la Ciocănești, Suceava, Festivalul Internațional al Sarmalelor de la Praid, Harghita, Festivalul Vinului și al Viei de la Focșani, Festivalul Brânzei și al Țuicii de la Rășinari, Sibiu, Festivalul Berii de la Mediaș și Festivalul Răvășitului Oilor de la Bran, Brașov.

## Băuturi

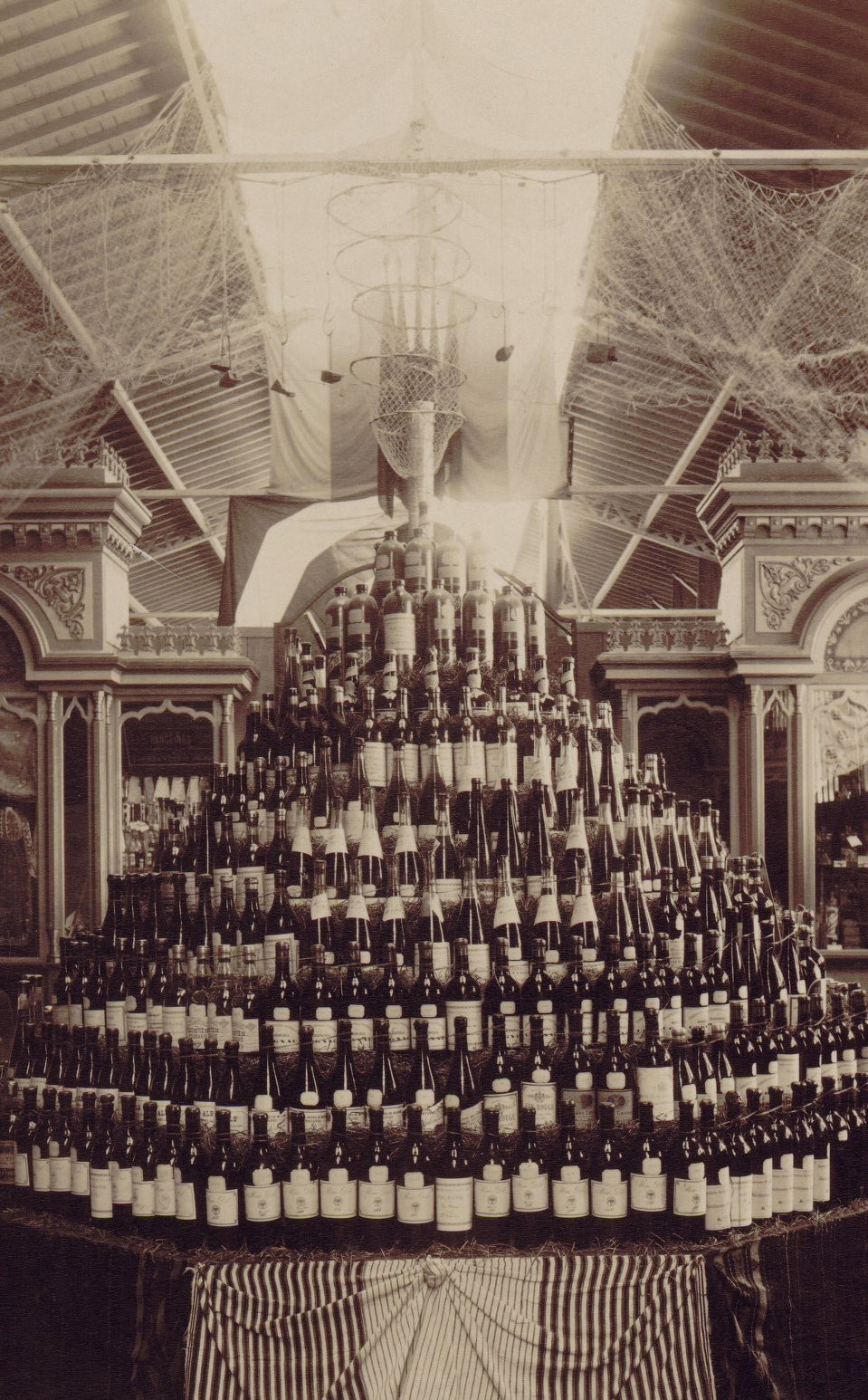
Pavilionul României la Expoziția de la Paris din 1889: secțiunea vinuri

### Vin
În mod tradițional, cea mai importantă băutură pe plan local este vinul, România fiind al doisprezecelea cel mai mare producător mondial de vinuri în anul 2014. Se produc o mare gamă de soiuri locale, cum ar fi Feteasca, Grasa sau Tamâioasa, dar și internaționale, precum Riesling, Merlot, Sauvignon blanc, Cabernet-Sauvignon, Chardonnay sau Muscat Ottonel. Vinul este simbol al belșugului, fiind folosit în ritualul căsniciei din biserica ortodoxă, în credința că acesta ar putea influența pozitiv viitorul noii căsnicii, plosca cu vin fiind prezentă în momentele mai importante ale ceremoniei. Riturile de înmormântare și cele legate, în genere, de cultul morților, păstrează, de asemenea, vechile credințe în valențele rituale ale vinului: trupul mortului, coliva ca și mormântul sunt stropite cu vin.

### Bere
Berea este o altă băutură importantă în cultura locală, România clasându-se pe locul 3 mondial la consumul de bere pe cap de locuitor în anul 2019.

### Spirtoase
O altă băutură preferată de români este țuica (rachiul de prune, pălinca, obținute prin distilare), România fiind al doilea mare producător mondial de prune.

## Personalități
- Constantin Cantacuzino (1639–1716), stolnic, autor al primei cărți de bucate în limba română, Manuscrisul brâncovenesc
- Costache Negruzzi (1808–1868) și Mihail Kogălniceanu (1817–1891) co-autori ai volumului 200 de rețete cercate de bucătărie românească și alte trebi gospodărești (1841)
- Constantin Bacalbașa (1856–1935), autor al mai multor cărți de bucate de la începutul secolului XX
- Păstorel Teodoreanu (1894–1964), poet și gastronom
- Sanda Marin (1900–1961), autoare a celei mai larg publicate cărți de bucate din România
- Radu Anton Roman (1948–2005), autor și gastronom